# 维多利亚女王
維多利亞（英語：Victoria；1819年5月24日—1901年1月22日），全名亞歷山德麗娜·維多利亞（英語：Alexandrina Victoria），自1837年6月20日起成為英國女王，直至1901年1月逝世。她長達63年216天的在位時間超過所有前任君主，開創了維多利亞時代。這段時期見證了英國在工業、政治、科學和軍事領域的變革，並伴隨大英帝國的大規模擴張。1876年，英國國會通過授予她印度女皇的附加頭銜。
維多利亞是肯特和斯特拉森公爵愛德華王子（喬治三世第四子）與薩克森-科堡-薩爾費爾德的維多利亞公主之女。1820年父親與祖父相繼去世後，她在母親及王室主計長約翰·康羅伊的嚴格監護下成長。由於父親的三位兄長皆未留下婚生子嗣，維多利亞在1837年繼承王位。作為立憲君主，她私下試圖影響政府政策與大臣任命；公開場合則成為國家象徵，被視為嚴謹個人道德標準的化身。
1840年，維多利亞下嫁表弟薩克森-科堡-哥達的阿爾伯特王子。他們的九名子女與歐洲各國王室貴族聯姻，使她獲得「歐洲祖母」的綽號。1861年阿爾伯特去世後，維多利亞陷入長期哀悼並迴避公開活動。這種隱居生活令英國共和主義一度高漲，但她在位後期重獲民眾愛戴。其金禧與鑽禧紀念成為全民慶典。1901年，81歲的維多利亞在懷特島的奧斯本宮逝世。作為漢諾威王朝最後一位英國君主，其子愛德華七世繼位，開啟薩克森-科堡-哥達王朝。

## 早年生活

### 出生與家世
維多利亞的父親是肯特和斯特拉森公爵愛德華王子，為喬治三世與夏洛特王后的第四子。1817年之前，喬治三世唯一合法的孫輩是愛德華的姪女威爾斯的夏洛特公主，即攝政王喬治（後來的喬治四世）之女。夏洛特公主於1817年逝世後，引發繼承危機，促使愛德華王子及其未婚的兄弟們面臨結婚生子的壓力。1818年，肯特公爵與薩克森-科堡-薩爾費爾德的維多利亞公主結婚。這位公主是寡婦，與前夫第二代萊寧根親王埃米希·卡爾育有兩名子女——卡爾（1804年–1856年）和費奧多拉（1807年–1872年）。她的兄長利奧波德是夏洛特公主的鰥夫，後來成為首位比利時國王。作為肯特公爵夫婦唯一的孩子，維多利亞於1819年5月24日凌晨4時15分在倫敦肯辛頓宮出生。
維多利亞於1819年6月24日在肯辛頓宮的穹頂廳由坎特伯雷大主教查尔斯·曼纳斯-萨顿私下施洗。她的洗名「亞歷山德麗娜」（Alexandrina）取自教父亞歷山大一世，「維多利亞」（Victoria）則取自母親。父母原本提議的其他名字——喬治娜（Georgina、喬治亞娜（Georgiana）、夏洛特（Charlotte）和奧古斯塔（Augusta）——在攝政王的指示下被刪除。
出生時，維多利亞在王位繼承順序中排名第五，位列喬治三世最年長的四子之後：攝政王喬治（後來的喬治四世）、約克公爵弗雷德里克、克拉倫斯公爵威廉（後來的威廉四世）以及維多利亞的父親肯特公爵愛德華。喬治沒有存活子嗣，弗雷德里克亦無子女，由於兩人與妻子分居，且妻子均已過生育年齡，因此這兩位兄長不太可能再有合法子嗣。威廉於1818年與弟弟愛德華同日結婚，但他的兩名婚生女兒均在嬰兒期夭折。其中第一位是夏洛特公主，生於1819年3月27日，同日夭折，比維多利亞的出生早兩個月。維多利亞的父親於1820年1月去世，當時她未滿一歲。一週後，祖父駕崩，其長子繼位為喬治四世。維多利亞此時成為王位第三順位繼承人，僅次於弗雷德里克和威廉。在威廉的次女克拉倫斯的伊麗莎白公主存活期間（1820年12月10日至1821年3月4日），她在王位繼承順序中排行第四。

### 推定繼承人
弗雷德里克王子在1827年去世，喬治四世亦於1830年駕崩；兩人最年長的在世弟弟繼位為威廉四世，維多利亞遂成為推定繼承人。1830年攝政法案特別規定，若威廉在維多利亞尚未成年時駕崩，將由維多利亞的母親擔任攝政王。威廉不信任公爵夫人的攝政能力，1836年更當面宣稱希望活到維多利亞18歲生日，以避免攝政局面。

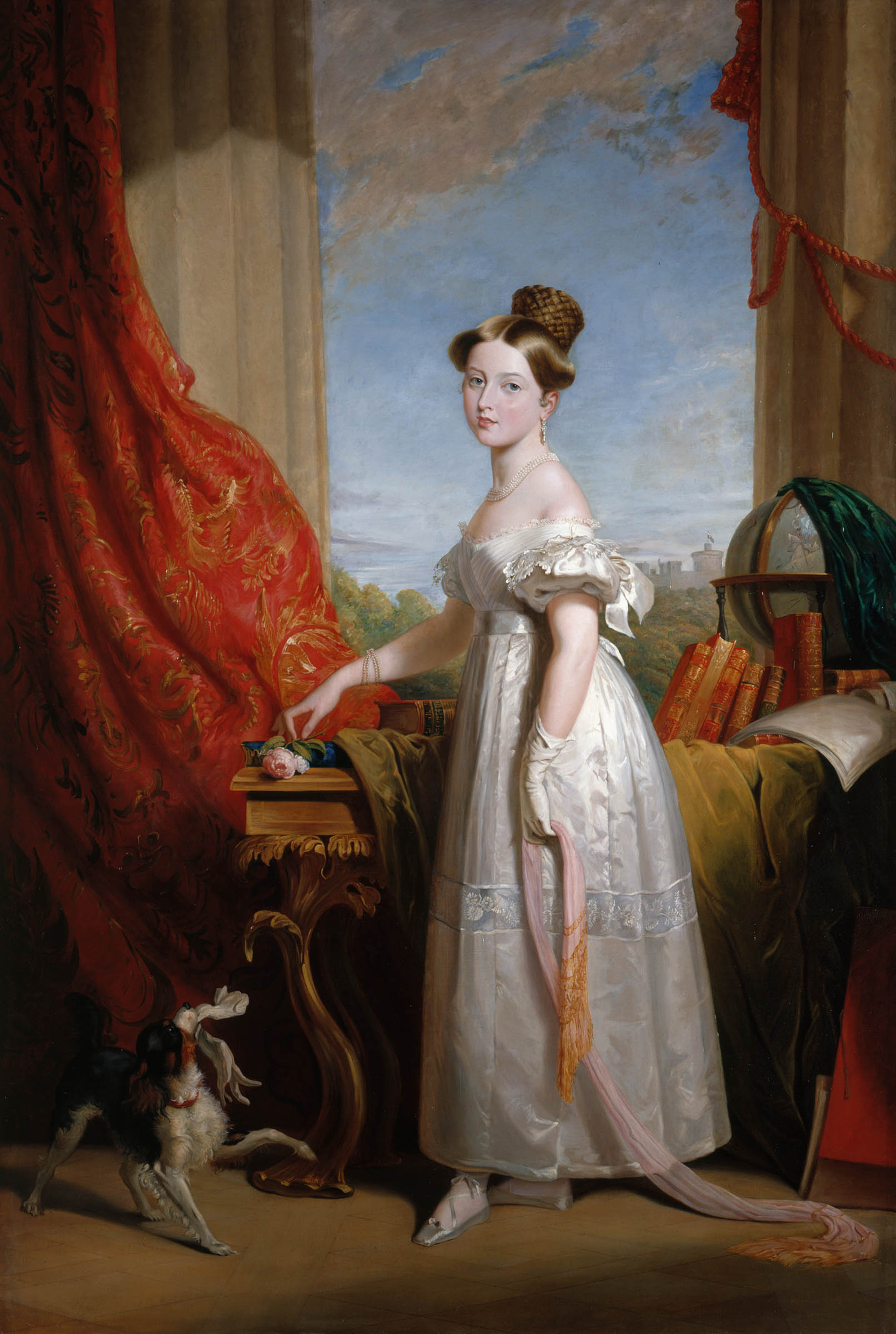
維多利亞公主與西班牙獵犬Dash，繪於1833年。

維多利亞後來形容自己的童年「頗為憂鬱」。她被母親極度保護，維多利亞在所謂「肯辛頓體系」下長大，幾乎與其他孩童隔絕。肯辛頓體系由公爵夫人及其野心勃勃、專橫霸道的王室主計長約翰·康羅伊設計，而康羅伊被傳為公爵夫人的情夫。該體系禁止公主接觸她母親與康羅伊認為「不宜交往」的人（包括她父系家族的多數成員），旨在使她軟弱且依賴他們。公爵夫人因威廉的私生子女出入宮廷而避居。維多利亞每晚與母親同寢，按固定課表接受家庭教師指導，遊戲時間則與玩偶及查理王獵犬Dash相伴。她學習多種語言，包括法語、德語、意大利語和拉丁語，但在家僅說英語。十歲時，她創作並繪製了兒童故事《愛麗絲·拉塞爾斯的冒險》（The Adventures of Alice Laselles），該書最終於2015年出版。
1830年，公爵夫人和康羅伊帶著維多利亞穿越英格蘭中部，前往莫尔文丘陵遊覽，沿途在城鎮和宏偉的鄉村別墅停留。他們在1832年、1833年、1834年和1835年進行了類似的旅程，前往英格蘭和威爾斯的其他地區。令國王惱怒的是，維多利亞在每一站都受到熱烈歡迎。威廉將這些旅程比作迎駕劇，並擔心它們將維多利亞描繪成他的競爭對手，而非假定繼承人。維多利亞不喜歡這些旅行；連續的公開露面讓她疲憊不堪且身體不適，幾乎沒有時間休息。她以國王的反對為由表示異議，但她的母親認為這些抱怨出於嫉妒而置之不理，並強迫維多利亞繼續巡遊。1835年10月，維多利亞在拉姆斯蓋特染上嚴重高燒，康羅伊起初認為這是孩子的裝病行為而不以為然。維多利亞生病期間，康羅伊和公爵夫人不斷糾纏她，要求任命康羅伊為她的私人秘書，但未能得逞。十幾歲時，維多利亞一直拒絕任命康羅伊為她的工作人員。成為女王後，她禁止康羅伊在她面前出現，但他仍留在她母親的家中。

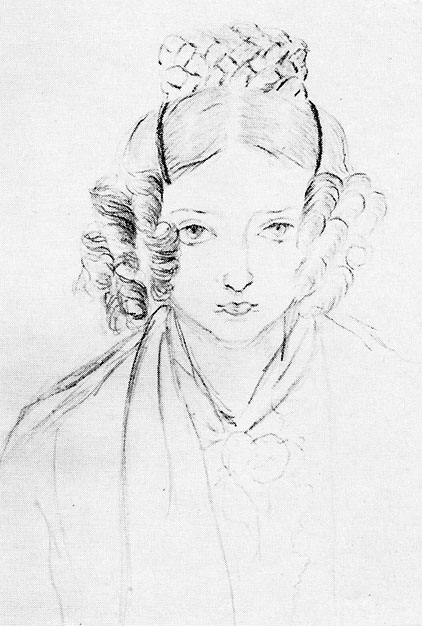
1835年的自畫像

到1836年，維多利亞的舅舅、自1831年起成為比利時國王的利奧波德希望將她許配給阿爾伯特王子，即他弟弟薩克森-科堡-哥達公爵恩斯特一世的兒子。利奧波德安排維多利亞的母親邀請她的親戚於1836年5月來訪，目的是將維多利亞介紹給阿爾伯特。然而，威廉四世不贊成與科堡家族的任何聯姻，反而支持奧蘭治親王的次子荷蘭的亞歷山大王子求婚。維多利亞知道各種聯姻計劃，並挑剔地審視一眾符合條件的王子。根據她的日記，她從一開始就喜歡被阿爾伯特陪伴。訪問結束後，她寫道：「（阿爾伯特）非常英俊；他的頭髮顏色和我差不多；他的眼睛又大又藍，有一個漂亮的鼻子和非常甜美的嘴巴，牙齒整齊；但他面容的魅力在於他的表情，那是最令人愉悅的。」另一方面，她形容亞歷山大「非常普通」。
維多利亞寫信給國王利奧波德，她認為他是「最好、最善良的顧問」，感謝他「為我提供了『極大』幸福的展望，親愛的阿爾伯特……他擁有使我完全幸福的每一項品質。他如此理智、如此善良、如此優秀，而且還如此親切。除此之外，他還有你能看到的最令人愉悅和討喜的外表。」然而，17歲的維多利亞雖然對阿爾伯特感興趣，但還沒有準備好結婚。雙方沒有正式訂婚，但認為結合會在適當的時候進行。

## 登基與早期統治

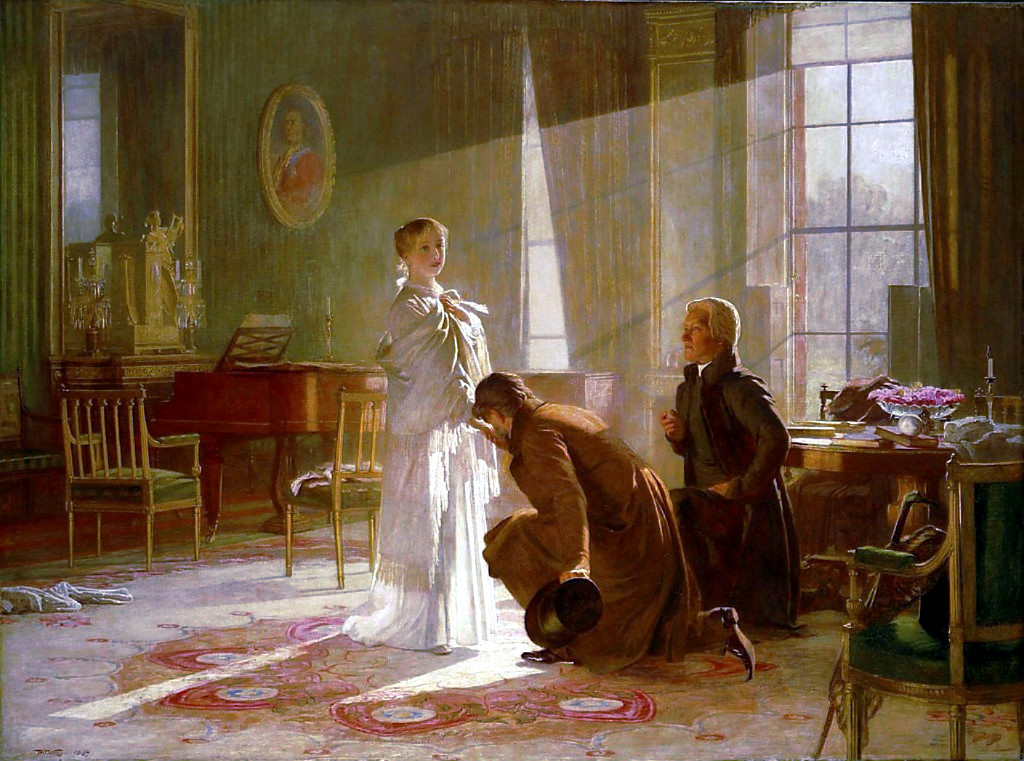
維多利亞從康寧漢姆勳爵（鞠躬者）和霍利大主教（右）處獲悉登基消息。亨利·坦沃斯·威爾斯繪於1887年。

1837年5月24日，維多利亞年滿18歲，意味她即位後不需要被他人攝政。不到一個月後，1837年6月20日，71歲的威廉四世去世，維多利亞成為英國女王。她在日記中寫道：「早上6點，媽媽叫醒我，告訴我坎特伯雷大主教和康寧漢姆勳爵來了，想見我。我起床只穿著睡袍，獨自走進客廳見了他們。康寧漢姆勳爵隨即告知我，我可憐的伯父已於凌晨2點12分駕崩，因此我成為女王。」她上任首日準備的官方文件稱她為亞歷山德麗娜·維多利亞，但經她本人要求後撤回了第一個名字，此後未再使用。
自1714年起，英國與德國漢諾威王國共主邦聯，但根據薩利克法，女性被排除在漢諾瓦繼承權之外。維多利亞繼承英國王位時，其父不受歡迎的弟弟金巴倫公爵恩斯特·奧古斯特成為漢諾威國王。在維多利亞的首位孩子出生前，恩斯特是她的推定繼承人。

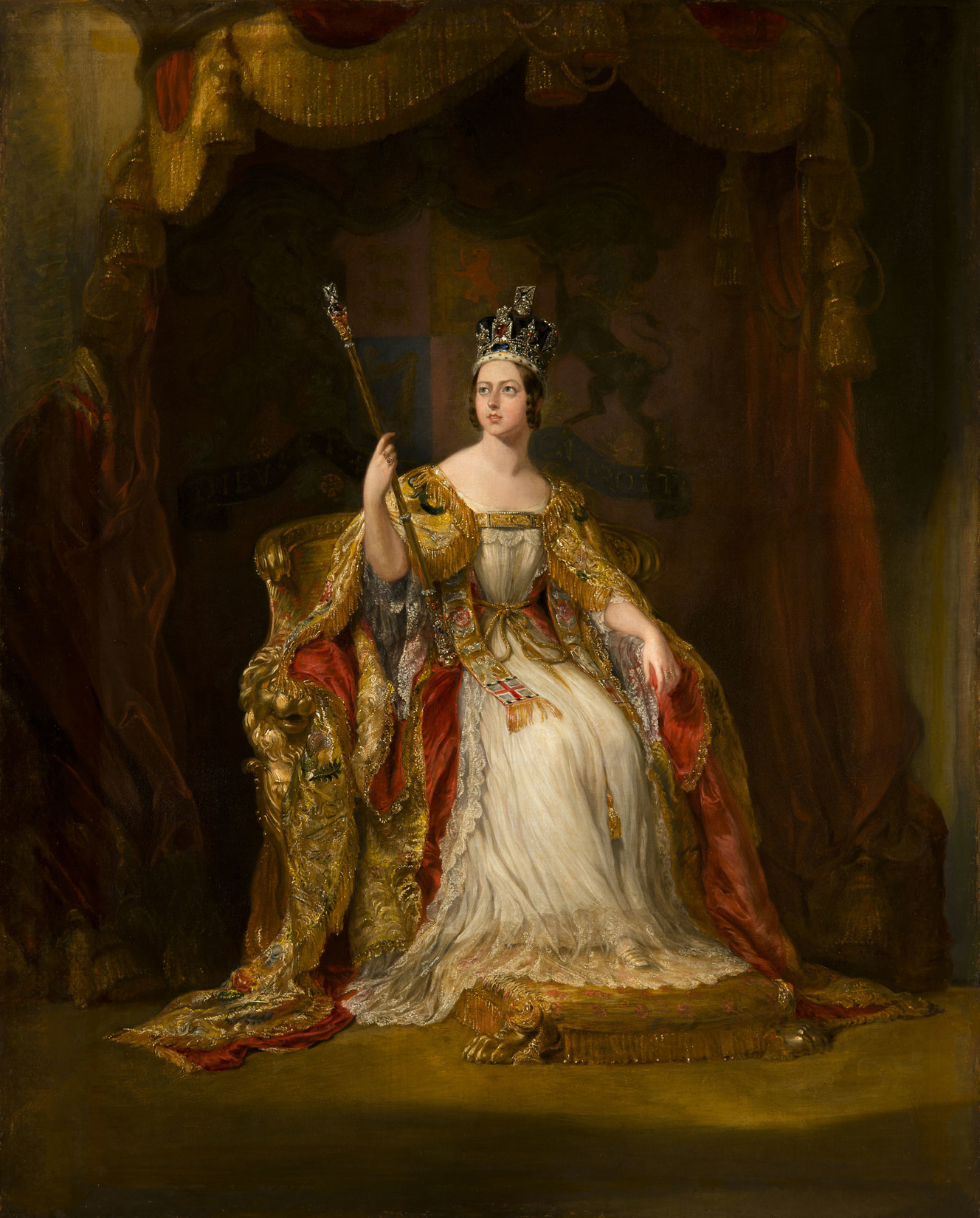
維多利亞女王加冕肖像，喬治·海特繪

維多利亞登基時，政府由來自輝格黨的首相墨爾本勳爵領導。由於維多利亞政治經驗尚淺，她立即受到他極大影響，並依賴他的建議。查爾斯·格雷維爾推測，喪偶無子的墨爾本勳爵「像對待親生女兒般熱愛她」，而維多利亞可能將他視如父親。她的加冕典禮於1838年6月28日在西敏寺舉行，超過40萬訪客為慶祝活動來到倫敦。她成為首位入主白金漢宮的君主，並繼承了蘭開斯特公國與康沃爾公國的收入，同時獲批每年385,000英鎊的民事清單。因財政謹慎，她償還了父親的債務。
維多利亞在位初期頗受歡迎，但1839年一場宮廷陰謀損害了她的聲譽——當時她母親的侍從女官弗洛拉·黑斯廷斯女勳爵腹部腫脹，被廣泛謠傳是與約翰·康羅伊爵士的私通懷孕。維多利亞相信了這些謠言，她憎惡康羅伊，並蔑稱「那個可憎的弗洛拉」，因後者曾與康羅伊及公爵夫人在肯辛頓體系中合謀。弗洛拉女勳爵起初拒絕接受婦科檢查，直至2月中旬才妥協，結果證實其仍為處女。康羅伊、黑斯廷斯家族與反對黨托利黨發動輿論戰，暗示女王散布了弗洛拉女勳爵的謠言。弗洛拉女勳爵在7月去世，屍檢發現其肝部巨大腫瘤導致腹部隆起。維多利亞在公開場合遭到噓聲，被嘲諷為「墨爾本勳爵夫人」。
1839年，墨爾本在激進派與托利黨（兩者皆為維多利亞所厭惡）投票反對暫停牙買加憲法的法案後辭職。該法案旨在剝奪種植園主的政治權力，因他們抵制廢奴相關措施。女王遂委託托利黨人罗伯特·皮尔組閣。按當時慣例，首相通常任命政治盟友及其配偶擔任皇室內廷，而女王的多名寢宮女官皆為輝格黨人之妻，皮尔計劃以托利黨眷屬替換之。在著名的「寢宮危機」中，維多利亞聽從墨爾本建議反對撤換，導致皮爾拒絕在女王限制下執政而辭職，使墨爾本得以復職。

## 婚姻與公共活動

### 婚姻

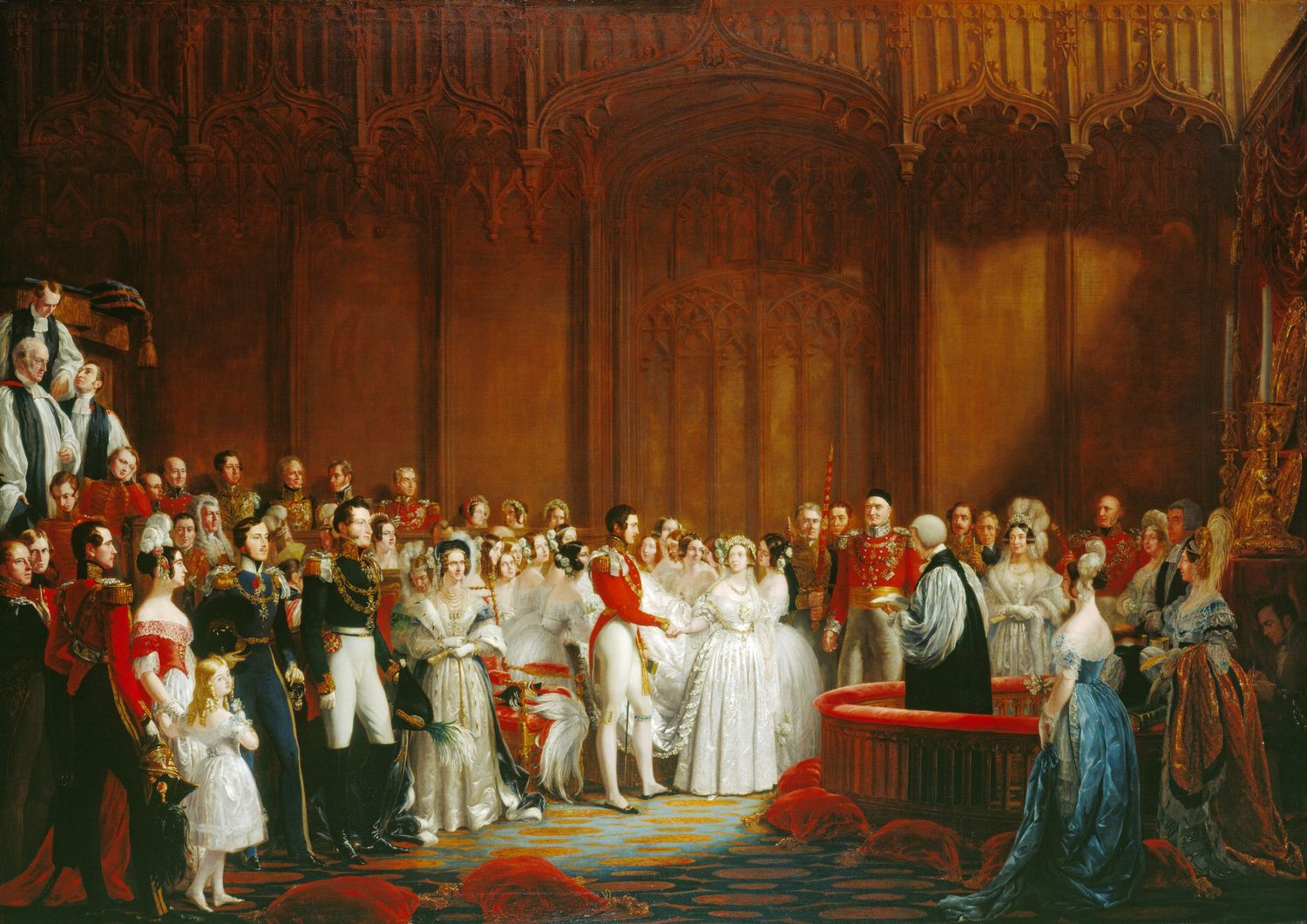
喬治·海特繪製的《維多利亞女王的婚禮》

儘管維多利亞已是女王，但作為未婚年輕女性，儘管其與母親因肯辛頓體系及母親對康羅伊的持續依賴而關係緊張，她仍須遵循風俗與母親同住。公爵夫人被安置在白金漢宮的偏遠房間，維多利亞常拒絕見她。當維多利亞向墨爾本勳爵抱怨母親的接近將帶來「多年折磨」時，墨爾本雖表同情，但建議婚姻可避免此狀況，維多利亞卻稱此為「駭人的選擇」。她對阿爾伯特未來作為丈夫所需的教育展現興趣，但抗拒被催促成婚。
1839年10月，阿爾伯特第二次來訪後，被維多利亞持續讚揚。兩人情投意合，女王於1839年10月15日——即他抵達溫莎城堡僅五天後——向他求婚。他們於1840年2月10日在倫敦聖詹姆士宮的皇家禮拜堂成婚。維多利亞在婚禮當晚雖因頭痛躺臥，卻在日記中狂喜寫道：
我從未、從未度過如此夜晚！！！我最親愛的親愛的親愛的阿爾伯特……他極致的愛與柔情讓我感受到天堂般的幸福，這是我從未敢期盼的！他將我擁入懷中，我們一次次親吻！他的俊美、溫柔與體貼——我該如何感謝上天賜予這樣的“丈夫”！……被他用從未聽過的親暱稱呼呼喚，簡直是超乎想像的至福！啊！這是我生命中最快樂的一天！
阿爾伯特成為重要政治顧問與女王伴侶，取代墨爾本成為她前半生最具影響力的人物。維多利亞的母親被遷出宮殿，搬至貝爾格雷夫廣場的英格斯特府（Ingestre House）。1840年維多利亞的姑媽奧古斯塔公主去世後，公爵夫人得到克拉倫斯宮與浮若閣摩爾宮的居住權。經阿爾伯特調解，母女關係逐漸改善。

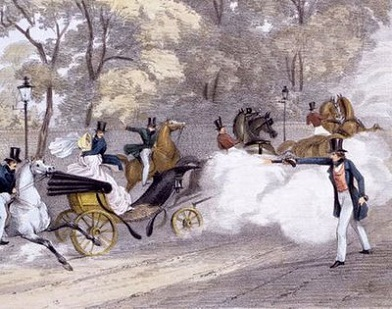
1840年，愛德華·牛津企圖刺殺維多利亞的當代版畫

1840年，維多利亞新婚初孕時，18歲的愛德華·牛津趁她與阿爾伯特乘馬車探望母親途中行刺。牛津連開兩槍，但子彈皆未擊中（或如他後來聲稱，槍中本無彈藥）。他以叛國罪受審，因精神失常獲判無罪，後被無限期拘禁於精神病院，最終遣送澳洲。此事件後，維多利亞聲望高漲，緩解了黑斯廷斯事件與寢宮危機的餘波。她的長女維多利亞於1840年11月21日出生。女王厭惡懷孕過程，對哺乳感到噁心，並認為新生兒樣貌醜陋。然而此後17年間，她與阿爾伯特又育有八名子女：阿爾伯特·愛德華、愛麗絲、亞爾菲臘、海倫娜、路易絲、亞瑟、利奧波德與碧翠絲。
宮廷事務主要由維多利亞的童年女教師——來自漢諾威的萊岑女男爵路易絲掌管。萊岑對維多利亞影響深遠，並支持她對抗肯辛頓體系。但阿爾伯特認為萊岑不稱職，其管理失當危及女兒健康。維多利亞與阿爾伯特為此激烈爭吵後，萊岑於1842年辭職，她與女王的親密關係就此終結。

### 1842年至1850年

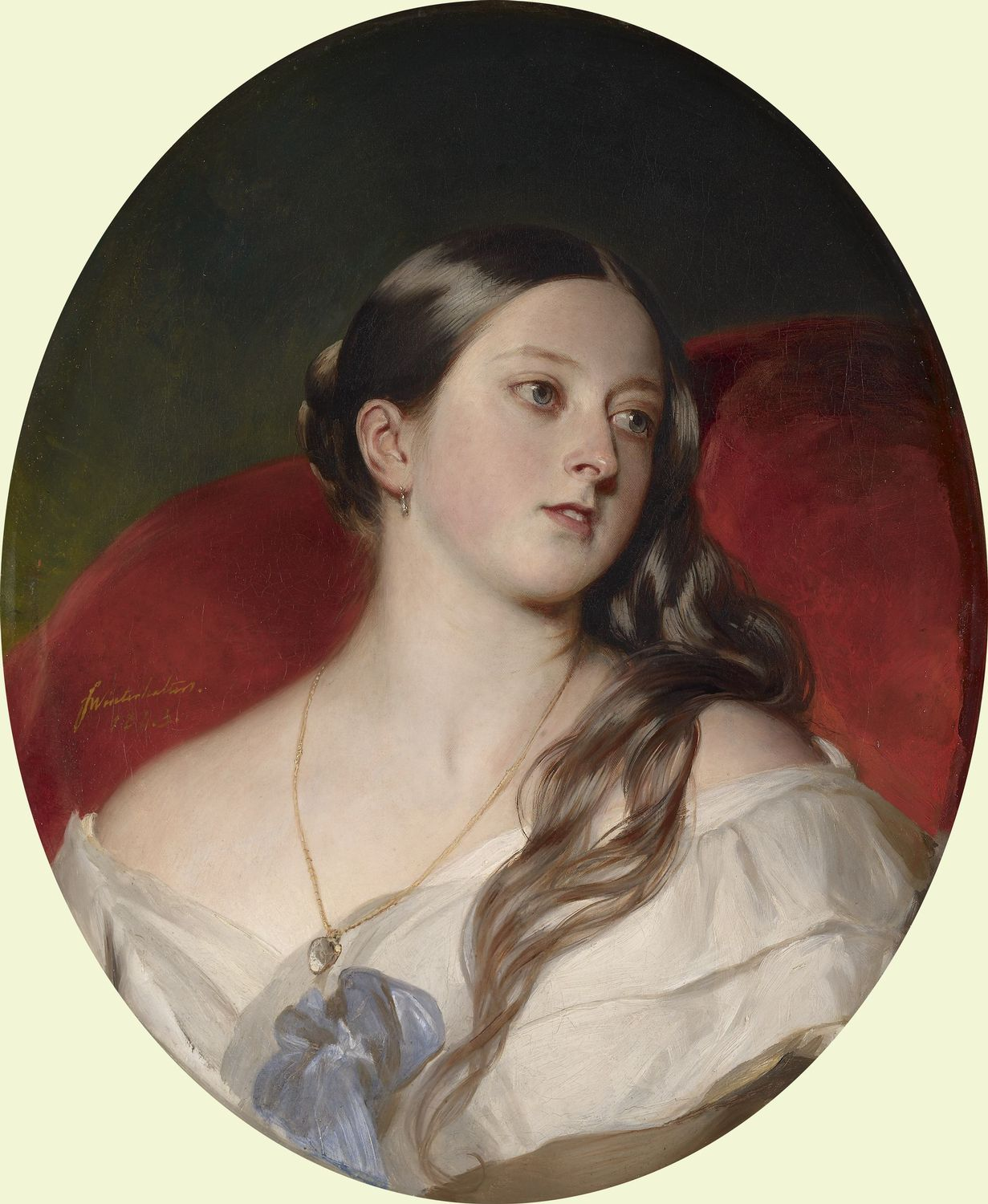
弗朗茲·克薩韋爾·溫特哈爾特於1843年所繪肖像

1842年5月29日，維多利亞乘坐馬車行經林蔭大道時，被約翰·弗朗西斯（John Francis）持手槍瞄準，但槍枝未擊發。襲擊者逃脫後，維多利亞於次日刻意以更快速度與更多護衛重走同路線，試圖引誘弗朗西斯再次出手。果如預期，弗朗西斯開槍但當場被便衣警察逮捕，並以叛國罪定罪。7月3日，在弗朗西斯的死刑被改判為終身流放兩天後，約翰·威廉·賓也以僅裝填紙張與菸草的手槍行刺未遂。愛德華·牛津認為1840年自己獲判無罪助長了這類行徑。賓最終被判18個月監禁。1849年，失業的愛爾蘭人威廉·漢密爾頓（William Hamilton）在倫敦憲法山以填充火藥的手槍襲擊女王馬車。1850年，維多利亞遭疑似精神異常的前軍官羅伯特·佩特以手杖擊中前額，導致帽飾損毀與頭部瘀傷。漢密爾頓與佩特均被判處七年流放。
墨爾本勳爵在議會的支持度於維多利亞在位初期持續削弱，輝格黨在1841年英國大選中落敗。皮爾接任首相，與輝格黨關係密切的寢宮女官遭撤換。

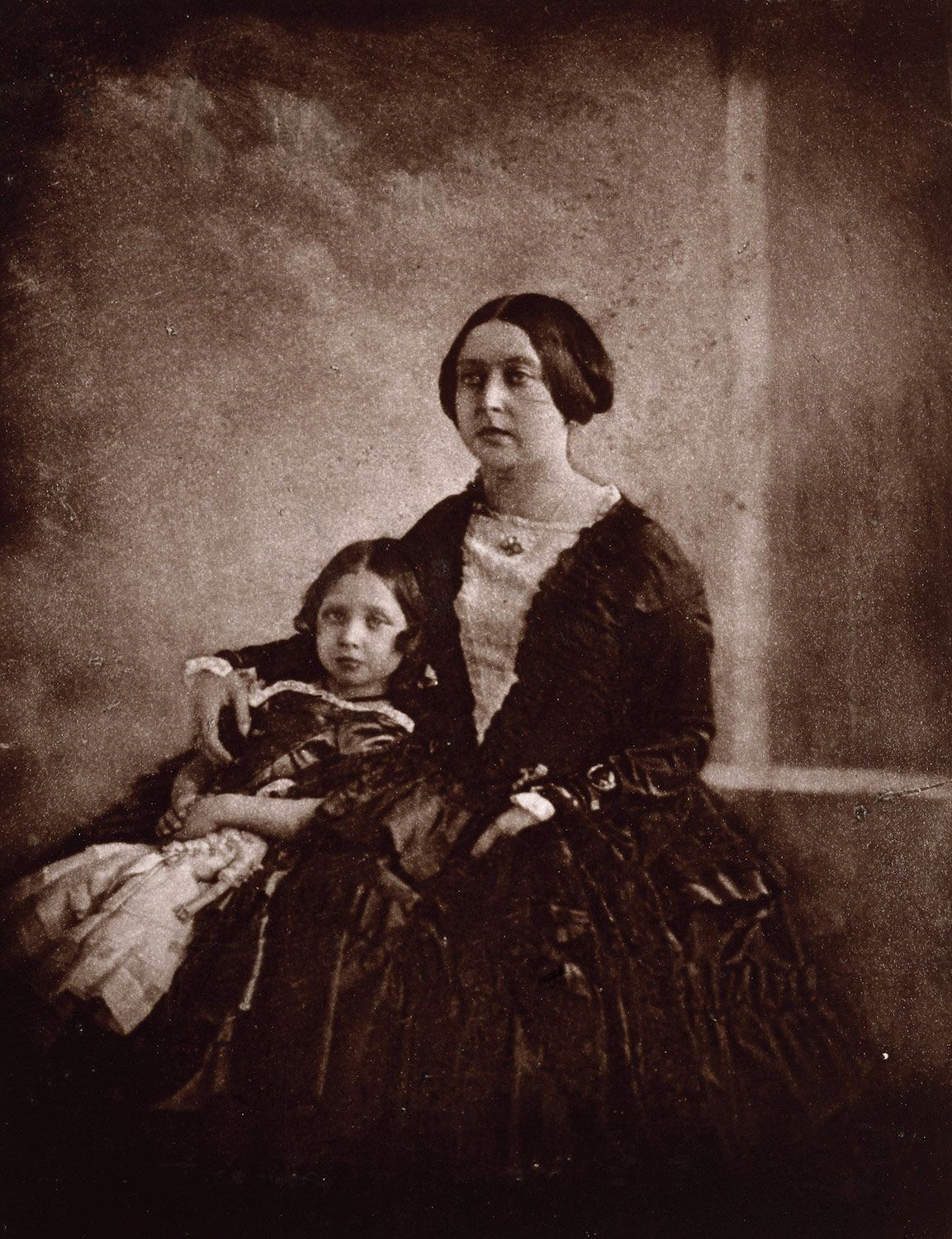
已知最早的女王照片（約1845年與長女維多利亞公主合影）

1845年，愛爾蘭爆發致病疫霉。隨後四年間，超過百萬人死於大饑荒，另有百萬人移民海外。維多利亞在愛爾蘭被稱為「饑荒女王」（Famine Queen）。1847年1月，她以私人名義向英國救濟協會捐贈2,000英鎊（相當於2022年的23萬至850萬英鎊），金額超過所有其他饑荒救濟捐贈者，並頂住新教徒反對，支持愛爾蘭天主教神學院的梅努斯補助金。
1846年，皮爾內閣因穀物法廢除危機倒台。多數托利黨人（此時亦稱保守黨）反對廢除，但皮爾黨、大部分輝格黨黨員與維多利亞支持此案。法案勉強通過後皮爾辭職，由約翰·羅素勳爵接任。
| 維多利亞在位期間的首相 |                                       |
| 年份                   | 首相（黨派）                          |
| 1835年                 | 墨爾本子爵（輝格黨）                  |
| 1841年                 | 罗伯特·皮尔爵士（保守黨）             |
| 1846年                 | 約翰·羅素勳爵（輝格黨）               |
| 1852年（2月）          | 德比伯爵（保守黨）                    |
| 1852年（12月）         | 鴨巴甸伯爵（皮爾黨）                  |
| 1855年                 | 巴麥尊子爵 (自由黨)                   |
| 1858年                 | 德比伯爵（保守黨）                    |
| 1859年                 | 巴麥尊子爵（自由黨）                  |
| 1865年                 | 約翰·羅素勳爵（自由黨）               |
| 1866年                 | 德比伯爵（保守黨）                    |
| 1868年（2月）          | 本傑明·迪斯雷利（保守黨）             |
| 1868年（12月）         | 威廉·格萊斯頓（自由黨）               |
| 1874年                 | 比更士菲勳爵本傑明·迪斯雷利（保守黨） |
| 1880年                 | 威廉·格萊斯頓（自由黨）               |
| 1885年                 | 梳士巴利侯爵（保守黨）                |
| 1886年（2月）          | 威廉·格萊斯頓（自由黨）               |
| 1886年（7月）          | 梳士巴利侯爵（保守黨）                |
| 1892年                 | 威廉·格萊斯頓（自由黨）               |
| 1894年                 | 羅斯伯里伯爵（自由黨）                |
| 1895年                 | 梳士巴利侯爵（保守黨）                |

在國際事務上，維多利亞熱衷於改善英法關係。她促成並主持了多次英國王室與奧爾良王朝（透過科堡家族聯姻）的互訪。1843年與1845年，她與阿爾伯特赴諾曼第厄鎮城堡拜會法王路易-菲利普一世，是自1520年英格蘭國王亨利八世與法國國王弗朗索瓦一世於金帛盛會後，首位造訪法國君主的英國或英格蘭君主。路易·菲利普在1844年回訪，並成為首位造訪英國君主之法國國王。路易·菲利普在1848年革命遭廢黜，流亡至英國。1848年4月，英國革命恐慌達到頂峰時，維多利亞舉家遷離倫敦，前往1845年購置並改建的懷特島私人莊園奧斯本莊園避難。憲章運動者與愛爾蘭民族主義者的示威未能獲得廣泛支持，騷動最終未釀成重大事件。

### 1851年至1860年
維多利亞對羅素領導的輝格黨內閣頗為不滿，尤其厭惡時常未經內閣、首相或女王同意便擅自行動的外交大臣巴麥尊勳爵。維多利亞曾向羅素抗議巴麥尊未經其核閱即向外國領袖發送公文，但巴麥尊仍保留職位並持續獨斷行事。直至1851年，巴麥尊因未諮詢首相便宣布英國政府支持路易·拿破崙·波拿巴總統在法國發動的政變，終遭撤職。次年波拿巴總統稱帝為拿破崙三世時，羅素內閣已被德比勳爵領導的短命少數派政府取代。

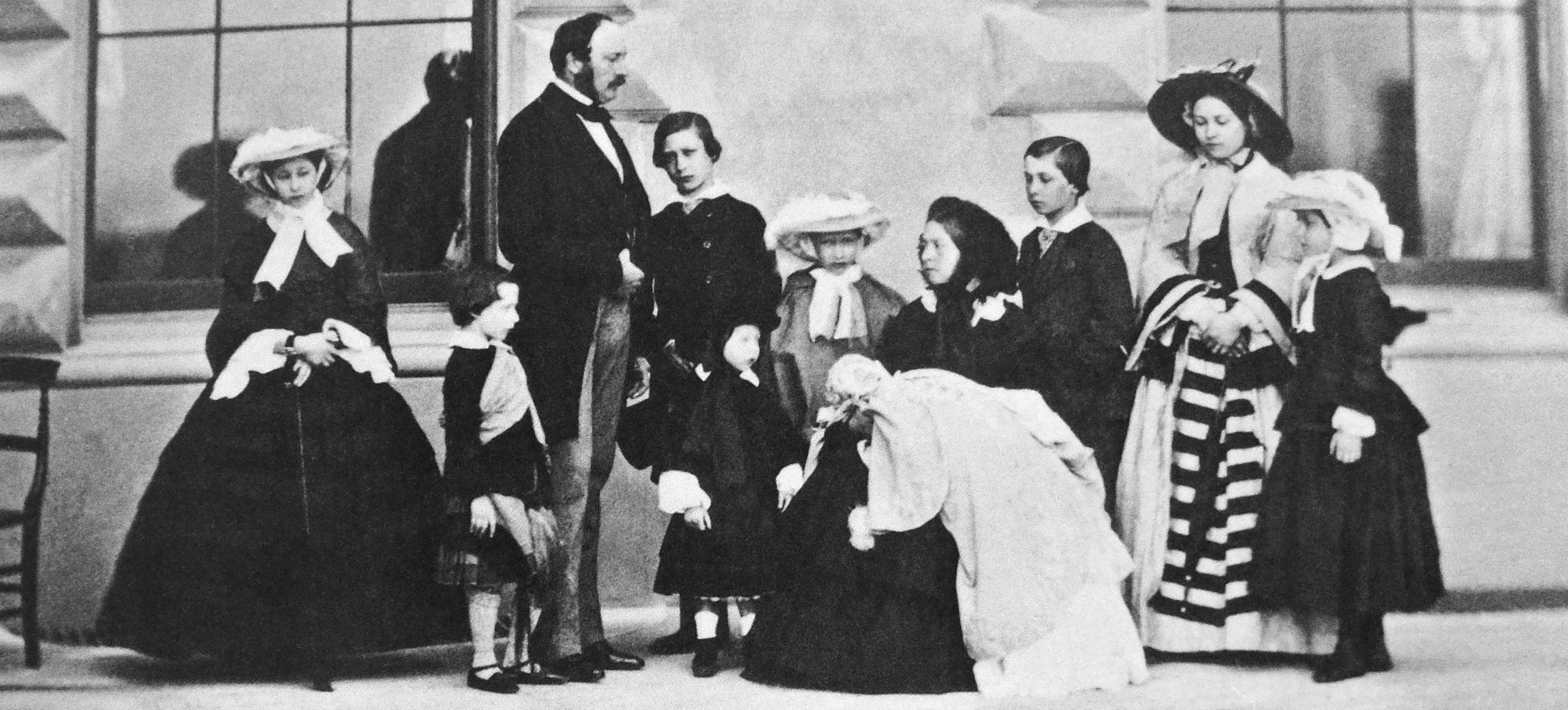
1857年，阿爾伯特、維多利亞與九名子女。左至右：愛麗絲、亞瑟、阿爾伯特親王、阿爾伯特·愛德華、利奧波德、露易絲、懷抱碧翠絲的維多利亞女王、阿爾弗雷德、維多利亞公主與海倫娜

1853年，維多利亞在新型麻醉劑氯仿輔助下誕下第八子利奧波德。1857年分娩么女碧翠絲時，她無視神職人員「違反聖經教義」與醫界「具危險性」的反對聲浪，再次使用該麻醉劑。維多利亞多次懷孕後可能患有產後抑鬱症。阿爾伯特致維多利亞的信件中不時提及她情緒失控的情形，例如利奧波德出生約一個月後，阿爾伯特便在信中抱怨她「持續為瑣事歇斯底里」。
1855年初，接替德比組閣的阿伯丁勳爵政府因克里米亞戰爭英軍管理不善倒台。維多利亞先後徵詢德比與羅素組閣，但因兩人支持度不足，最終被迫任命巴麥尊為首相。
拿破崙三世因克里米亞戰爭成為英國最親密的盟友，他於1855年4月訪問倫敦，同年8月17日至28日，維多利亞和丈夫回訪。拿破崙三世在濱海布洛涅迎接夫婦二人，並陪同他們前往巴黎。他們參觀了1855年世界博覽會和榮軍院內的拿破崙一世陵墓，並作為主賓出席凡爾賽宮1,200人的盛大舞會。這是400多年來首位到訪巴黎的在位英國君主。

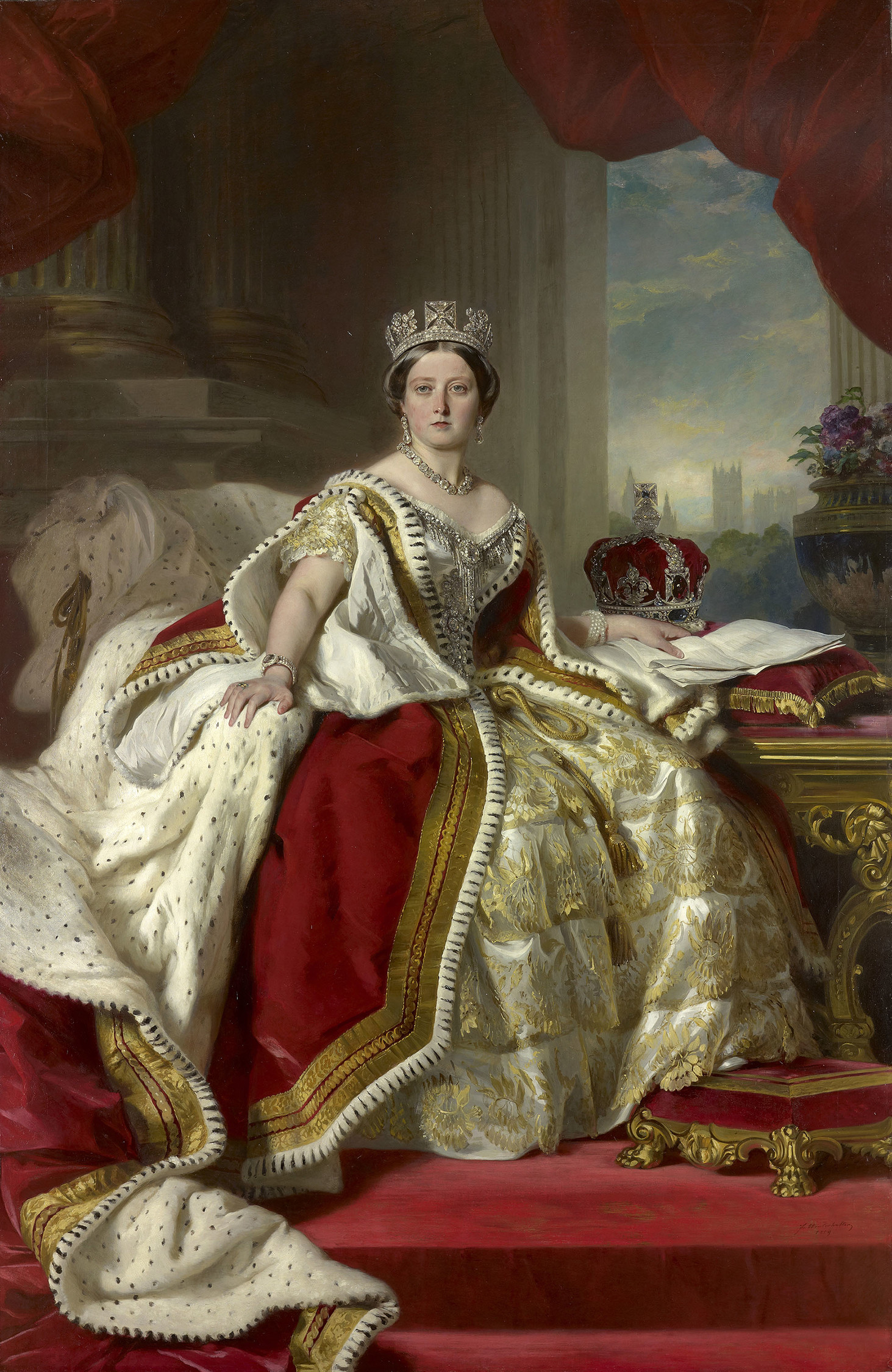
溫特哈爾特在1859年繪製的肖像

1858年1月14日，一名來自英國的意大利流亡者費利切·奧爾西尼試用以英國製造的炸彈暗殺拿破崙三世。隨之而來的外交危機動搖了政府，導致巴麥尊辭職，德比再度出任首相。1858年8月5日，維多利亞和阿爾伯特親王出席法國軍港瑟堡新船塢的啟用儀式，此舉是拿破崙三世為向英國保證其軍事設施並非針對英國。返國後，維多利亞致函德比，批評英國皇家海軍的狀況不如法國海軍。德比內閣未能持久，1859年6月維多利亞重新任命帕默斯頓為首相。
奧爾西尼暗殺事件發生11天後，維多利亞的長女在倫敦嫁予普魯士的普魯士的腓特烈·威廉王子。二人在1855年9月訂婚，當時公主只有14歲，女王與阿爾伯特親王要求待新娘年滿17歲才完婚。女王夫婦期望女兒與女婿能對日益壯大的普魯士王國發揮自由化影響。女王對於女兒離開英國前往德國感到「心碎」；她在頻繁的通信中寫信給維多利亞公主：「當我看着妳那些天真快樂的妹妹們，想到我也必須逐一放棄她們——這真的讓我不寒而慄。」幾乎整整一年後，公主誕下女王的第一個孫輩——將成為末代德意志皇帝的威廉。

## 孀後隱居

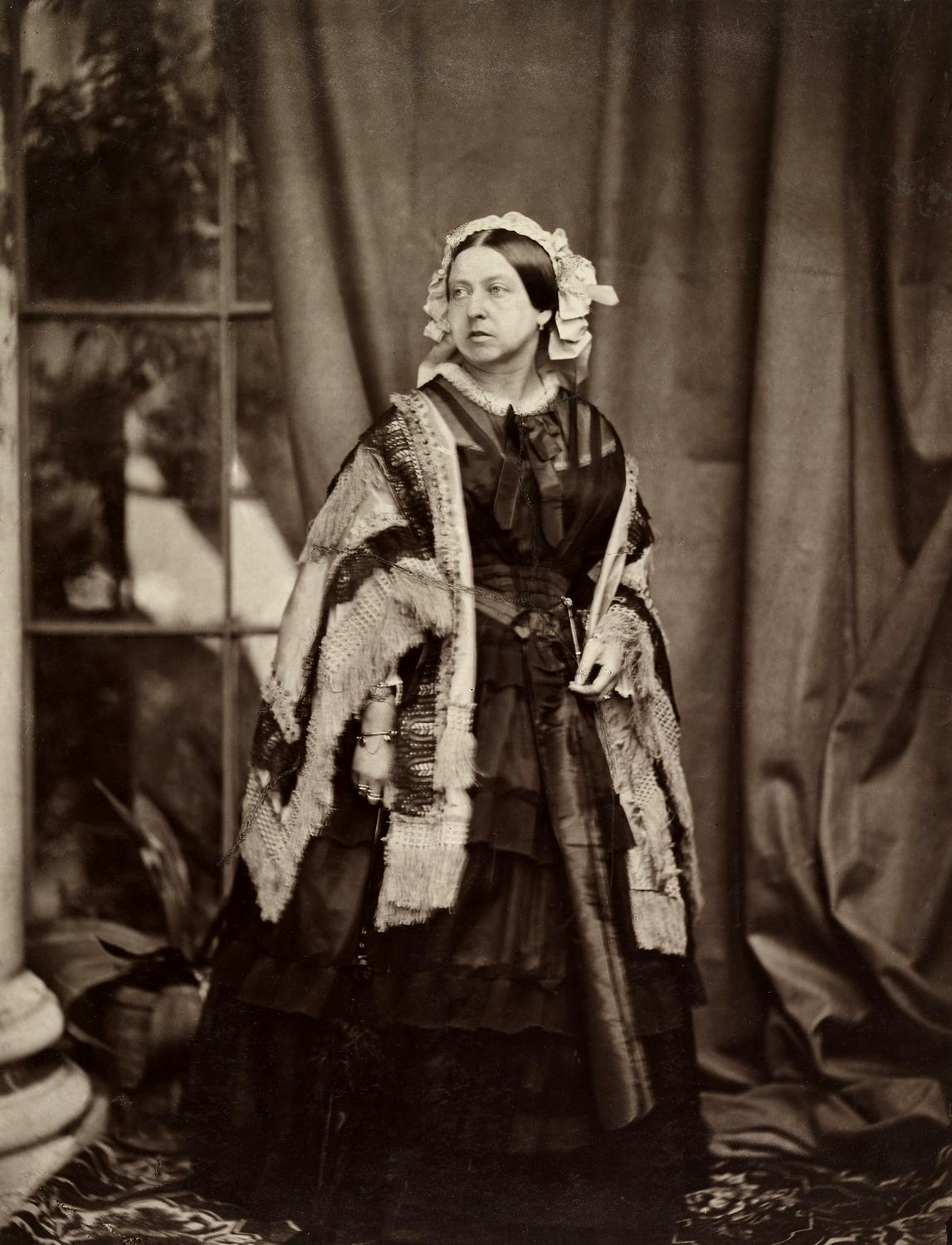
由約翰·賈貝茲·埃德溫·梅耶爾攝於1860年

1861年3月，維多利亞的母親去世，當時維多利亞陪伴在側。閱讀母親生前的文件後，維多利亞發現母親深愛著她。她心碎不已，並指責康羅伊和萊岑「惡意」離間她與母親的關係。為了減輕妻子強烈而深沉的悲痛，阿爾伯特儘管患有慢性胃病，仍接手了她的大部分職責。8月，維多利亞和阿爾伯特探望了在都柏林附近參加軍事演習的兒子阿爾伯特·愛德華，並在基拉尼度過了幾天假期。11月，阿爾伯特得知傳言說他的兒子在愛爾蘭與一名女演員發生關係後感到震驚，於是前往兒子就讀的劍橋大學對質。
12月初，阿爾伯特病情嚴重惡化。他被威廉·詹納爵士診斷出患有傷寒，並於1861年12月14日去世。維多利亞悲痛欲絕。她將丈夫的死歸咎於對長子濫交的憂慮。她說，他是「被那可怕的事情害死的」。她進入哀悼狀態，餘生都穿著黑色服裝。她避免公開露面，隨後幾年很少踏入倫敦。這種隱居生活為她得到「溫莎寡婦」（widow of Windsor）的綽號。她通過暴飲暴食來安慰自己，體重增加，這更加強了她對公開露面的厭惡。
維多利亞自我孤立於公眾之外，削弱了君主制的聲望，並助長了共和運動的發展。縱使她繼續履行君主職責，但仍選擇隱居在她的皇家住所——溫莎城堡、奧斯本宮，以及她與阿爾伯特於1847年在蘇格蘭購置的私人莊園巴爾莫勒爾城堡。1864年3月，一名抗議者在白金漢宮的欄杆上貼了一張告示，宣布「這些宏偉的場所因前任居住者業務衰退而出租或出售」。她的叔叔利奧波德寫信建議她公開露面。她同意參觀位於肯辛頓的皇家園藝學會花園，並乘坐敞篷馬車穿越倫敦。

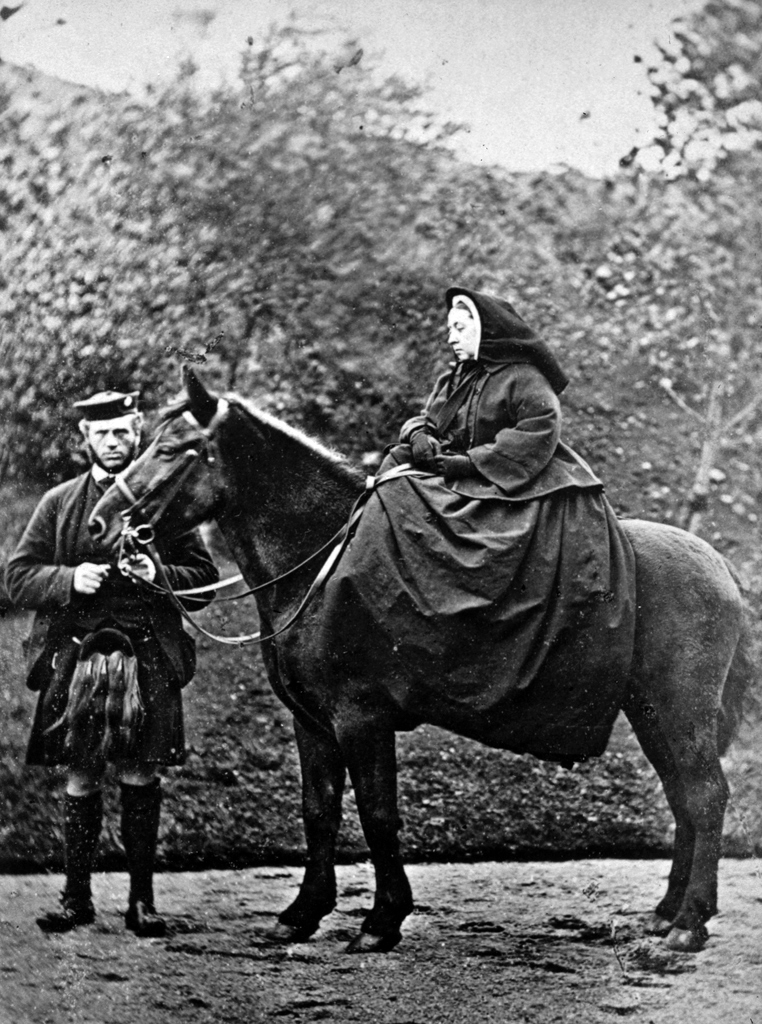
1863年，與約翰·布朗身處巴爾莫勒爾堡的維多利亞，喬治·華盛頓·威爾遜攝。

1860年代，維多利亞女王日益倚重來自蘇格蘭的男僕約翰·布朗。關於兩人有染甚至秘密結婚的傳言見諸報端，有人更稱女王為「布朗夫人」。這段關係成為1997年電影的題材。埃德溫·蘭西爾爵士繪製的女王與布朗肖像於皇家藝術研究院展出，而維多利亞出版的《日記留影—蘇格蘭高地的生活》（Leaves from the Journal of Our Life）一書中，布朗不僅佔據顯著篇幅，更獲女王高度讚揚。
巴麥尊於1865年逝世，羅素短暫組閣後，德比再度掌權。1866年，維多利亞自阿爾伯特去世後首次出席國會開幕大典。翌年她支持通過《1867年改革法令》，該法案將選舉權擴展至都會區工人階級男性，使選民人數倍增，但她始終反對女性參政。德比於1868年辭職，由善於逢迎的本傑明·迪斯雷利接任。迪斯雷利曾言：「人人都愛諂媚，對待王室更應極盡奉承。」他以之語取悅女王。迪斯雷利內閣僅維持數月，同年年底其政敵威廉·格萊斯頓出任首相。維多利亞嫌惡格萊斯頓的態度，曾抱怨他對自己說話「彷彿面對群眾集會而非女性」。
1870年，法蘭西第三共和國成立激化了英國共和思潮，女王深居簡出更助長此勢。共和派在特拉法加廣場集會，要求廢黜維多利亞，激進派議員亦公開抨擊。1871年8月至9月間，她因手臂膿腫重病，經約瑟夫·李斯特以新型石炭酸消毒劑成功治療。同年11月底共和運動高漲時，威爾斯親王感染疑似奪走其父的傷寒，女王深恐喪子。亡夫十周年忌日將至，親王病情未見好轉，維多利亞悲痛不已。。所幸親王最終康復，母子二人於1872年2月27日參加倫敦公開巡遊與聖保羅座堂感恩儀式後，共和聲浪逐漸平息。
1872年2月29日，即感恩儀式後兩日，17歲青年阿瑟·奧康納（Arthur O'Connor；愛爾蘭議員費格斯·奧康納的侄孫）在女王返回白金漢宮時，持未裝彈手槍指向其敞篷馬車。隨侍的布朗當場制伏奧康納，其後奧康納被判12個月監禁與鞭刑。此事使維多利亞民望回升。

## 印度女皇
在印度民族起義後，統治印度大部分地區的英國東印度公司被解散，英國在印度次大陸上的屬地和保護國正式併入大英帝國。女王對這場衝突持相對平衡的觀點，並譴責雙方的暴行。她寫道「對這場血腥內戰的結果感到恐怖與遺憾」，並在阿爾伯特的敦促下堅持要求，宣布權力從公司移交給國家的官方公告「應充滿慷慨、仁慈與宗教寬容的精神」。在她的要求下，威脅「破壞當地宗教與習俗」的內容被替換為保障宗教自由的段落。
在1874年英國大選中，迪斯雷利重新掌權。他通過了1874年公共禮拜管理法，該法從英國國教禮儀中移除天主教儀式，並得到維多利亞的大力支持。她偏好簡短的儀式，並個人認為自己更接近蘇格蘭教會的長老宗而非英格蘭教會的主教制。迪斯雷利還推動1876年皇室名銜法令在議會通過，使維多利亞自1876年5月1日起獲得「印度女皇」的頭銜。新頭銜在1877年1月1日的德里杜爾巴上宣告。
1878年12月14日，在阿爾伯特忌日當天，維多利亞的二女兒、嫁給黑森的路易四世的愛麗絲於達姆施塔特因白喉去世。維多利亞注意到日期巧合「幾乎難以置信且極其神祕」。1879年5月，她的首位曾孫輩薩克森-邁寧根的費奧多拉公主出生，而她本人則度過了她「可憐的60歲生日」。她因「失去心愛的孩子」而感到「衰老」。
1877年4月至1878年2月期間，她在俄土戰爭中五次以退位威脅施壓迪斯雷利對俄採取行動，但這些威脅對戰事及其最終的柏林會議結果均未產生影響。維多利亞支持的迪斯雷利擴張主義外交政策引發了祖魯戰爭和第二次英國—阿富汗戰爭等衝突。她寫道：“如果我們要維持一流強國的地位......我們必須時刻準備應對某處的攻擊與戰爭。”維多利亞將大英帝國的擴張視為文明與善意的行為，認為能保護原住民免受更激進勢力或殘暴統治者的侵害：“除非迫不得已，我們從不慣於吞併國家。”令她沮喪的是，迪斯雷利在1880年英國大選中落敗，格萊斯頓再度出任首相。次年迪斯雷利逝世時，她被“急墜的淚水”模糊了視線，並立碑銘刻“由感激的君主與友人維多利亞女王暨印度女皇立”。

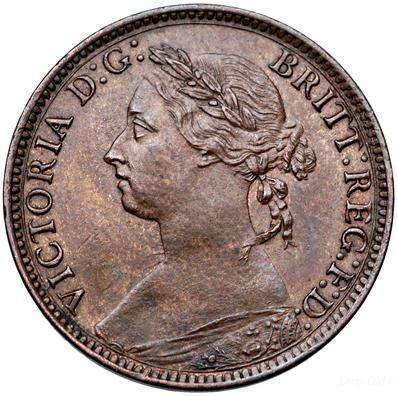
1884年，維多利亞時期的法尋 (英國硬幣)

1882年3月2日，不滿的詩人羅德里克·麥克萊恩因女王拒收其詩作而懷恨在心，在女王馬車駛離溫莎-伊頓中央車站時開槍行刺。戈登·切斯尼·威爾遜與另一名伊頓公學學生以雨傘擊打刺客，直至警察將其制服。當法庭以精神失常為由判其無罪時，維多利亞大為震怒，但對襲擊後湧現的忠誠表態極為欣慰，甚至表示“值得挨這一槍——只為見證眾人對我的愛”。
1883年3月17日，維多利亞在溫莎城堡跌下樓梯致跛足至7月方愈；此後她飽受風濕病困擾未能完全康復。其侍從約翰·布朗在事故10天後去世，女王不顧私人秘書亨利·龐森比爵士勸阻，執筆為布朗撰寫頌揚性傳記。龐森比與溫莎教長蘭德爾·戴維森審閱初稿後均建議不予出版，以免加劇緋聞傳言，最終手稿被銷毀。1884年初，維多利亞仍出版了《日記留影—蘇格蘭高地的生活續編》，將此書題獻給“忠誠的私人侍從與摯友約翰·布朗”。布朗逝世周年次日，女王接獲幼子利奧波德在戛納猝逝的電報，悲痛稱其為“最親愛的寶貝兒子”。次月在其孫女黑森和萊茵的維多利亞公主與巴滕貝格的路德維希王子婚禮上，女王幼女碧翠絲與路德維希的弟弟——巴滕貝格的海因里希王子相戀。維多利亞起初反對這樁婚事，欲留女兒隨侍在側，經兩人承諾婚後仍同住陪伴，一年後終予應允。

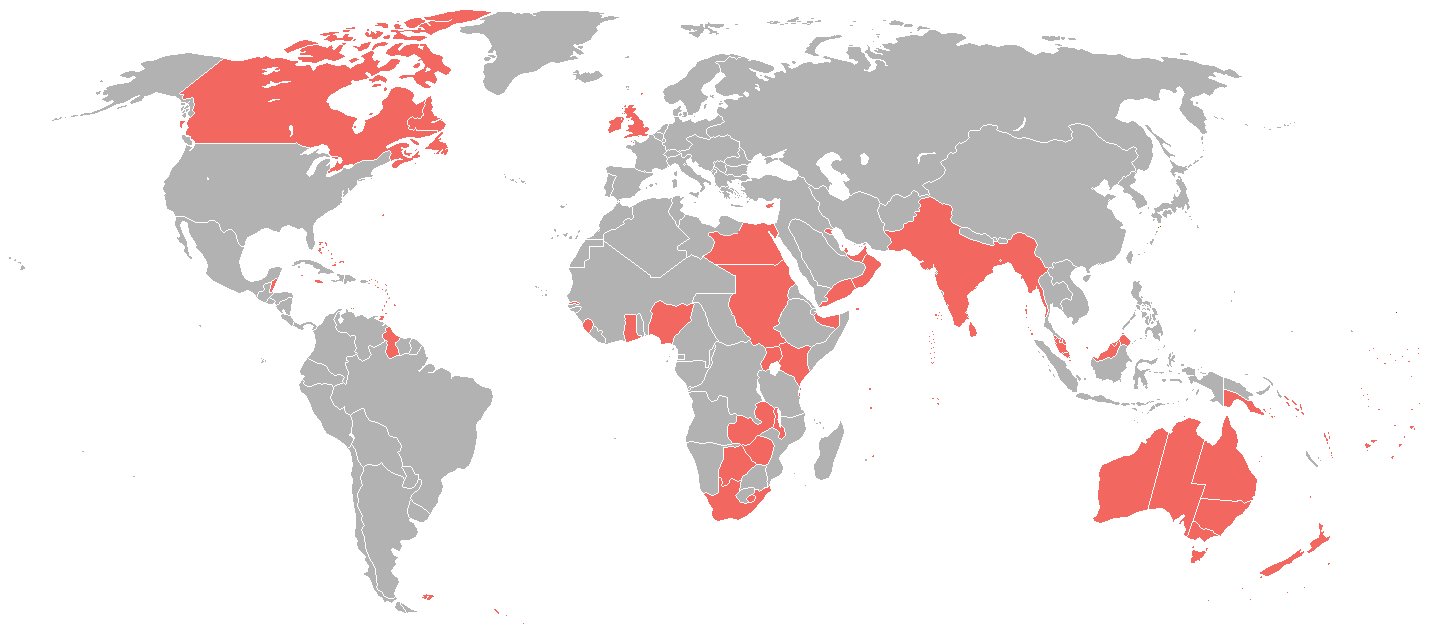
1898年的大英帝國疆域

1885年，格萊斯頓因預算案遭否決而辭職，使維多利亞甚感欣慰。她指責其內閣是“我所經歷最糟的”，並將喀土穆圍城戰中戈登將軍之死歸咎於他。繼任的梳士巴利勳爵政府僅維持數月，女王不得不召回她稱為“半瘋癲且多方面可笑的老朽”的格萊斯頓。在格萊斯頓提出的1886年愛爾蘭政府法案遭否決後，維多利亞暗自欣喜。在1886年英國大選後，政權再度移交梳士巴利。

## 金禧與鑽禧慶典

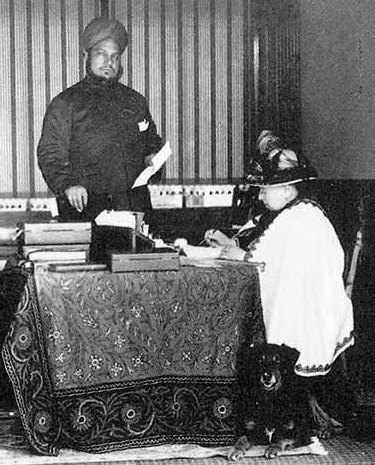
維多利亞女王與穆什爾阿卜杜勒·卡里姆

1887年，大英帝國慶祝維多利亞女王的黃金禧年。她在6月20日（即位五十週年紀念日）舉辦了一場邀請50位國王與王子的宴會。次日，她參加了西敏寺的遊行與感恩儀式。此時的維多利亞已重獲極高人氣。兩天後的6月23日，她僱用兩名印度穆斯林擔任侍從，其中一人是阿卜杜勒·卡里姆。他很快被晉升為「穆什爾」：教授女王烏爾都語並擔任文書。她的家人和家臣們都感到震驚，並指責阿卜杜勒·卡里姆為穆斯林愛國聯盟從事間諜活動，並讓女王對印度教徒抱持偏見。侍從武官弗雷德里克·龐森比（亨利爵士之子）發現穆什爾偽造家世，並向印度總督額爾金勳爵報告：「穆什爾的地位已堪比當年的約翰·布朗。」維多利亞將這些指控駁斥為種族歧視。阿卜杜勒·卡里姆一直服務至女王逝世，才帶著退休金返回印度。
1888年，維多利亞的長女成為德意志皇后，但三個多月後便守寡，其長外孫威廉二世繼任德皇。維多利亞與阿爾伯特親王對自由德國的期望落空，因威廉堅信獨裁。女王認為他「缺乏同理心與不夠謹慎……其良知與才智已完全扭曲」。
1892年大選後，82歲的格萊斯頓再度執政。當他提議任命激進派議員亨利·拉布謝爾入內閣時，維多利亞反對，格萊斯頓遂放棄任命。1894年，格萊斯頓退休，維多利亞未諮詢前任首相，直接任命羅斯伯里伯爵為首相。其內閣施政乏力，隔年即由梳士巴利勳爵接任。梳士巴利持續擔任首相直至維多利亞統治結束。

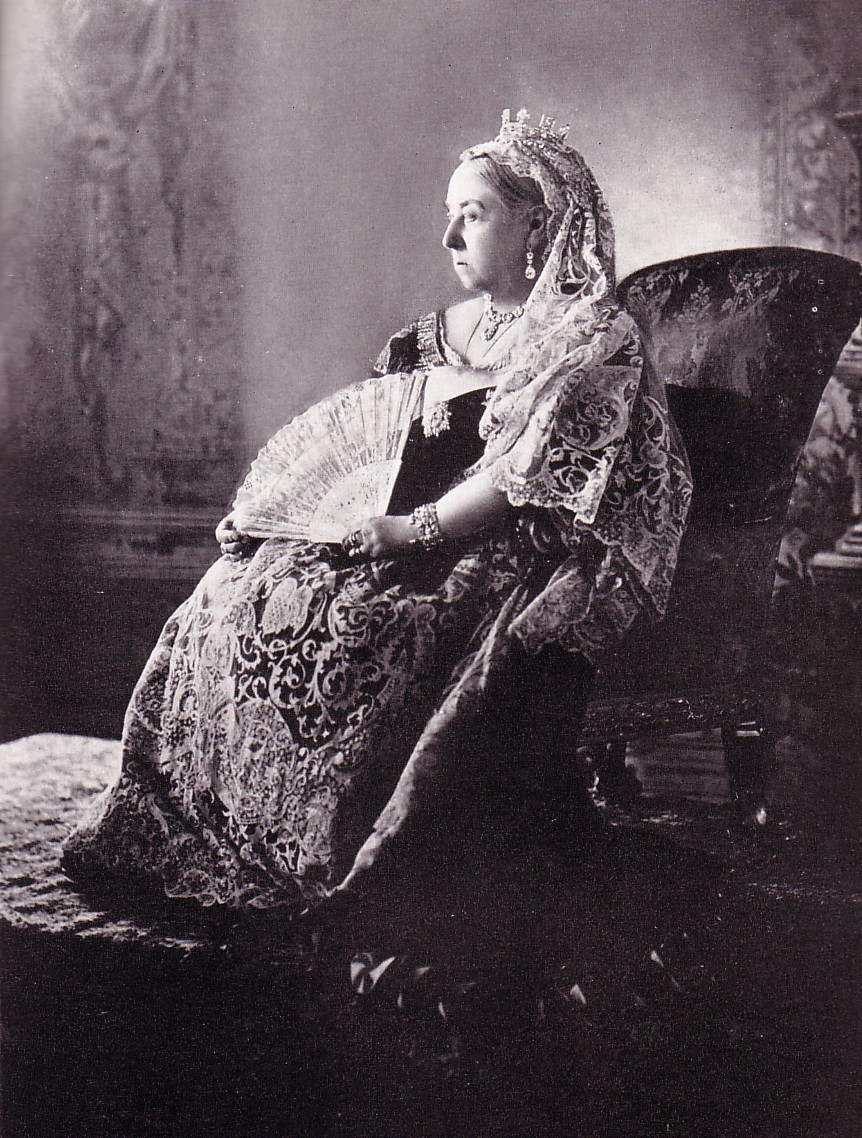
由威廉和丹尼爾·唐尼拍攝的官方鑽禧紀念照

1896年9月23日，維多利亞女王的在位時間超越其祖父喬治三世，成為英國史上在位最久的君主。女王要求將所有慶祝活動延至1897年，以配合她的鑽禧大典。根據殖民地事務大臣約瑟夫·張伯倫的建議，這場慶典被定為大英帝國的全帝國節日。所有自治領的總理或首相均受邀至倫敦參加慶典。此安排特意納入自治領總理但排除外國元首，部分原因是要避免邀請維多利亞的外孫威廉二世——當局擔心他可能在活動中製造事端。
1897年6月22日舉行的女王鑽禧慶典遊行隊伍穿越倫敦六英里長的路線，包含來自帝國各地的軍隊。遊行隊伍在聖保羅座堂外暫停，舉行露天感恩儀式，78歲的女王全程坐在敞篷馬車上參與，以避免攀爬教堂階梯。這場慶典吸引了大量觀禮群眾，人們對年邁的女王展現出無比愛戴之情。

## 健康衰退與逝世
維多利亞定期在歐洲大陸度假。1889年，她在比亞里茨停留期間，成為首位跨越邊境短暫造訪西班牙的英國在位君主。至1900年4月，布爾戰爭使她在歐洲大陸極不受歡迎，使得她年度法國之行顯得不宜成行。相反地，女王自1861年以來首次訪問愛爾蘭，部分原因是為表彰愛爾蘭軍團對南非戰爭的貢獻。

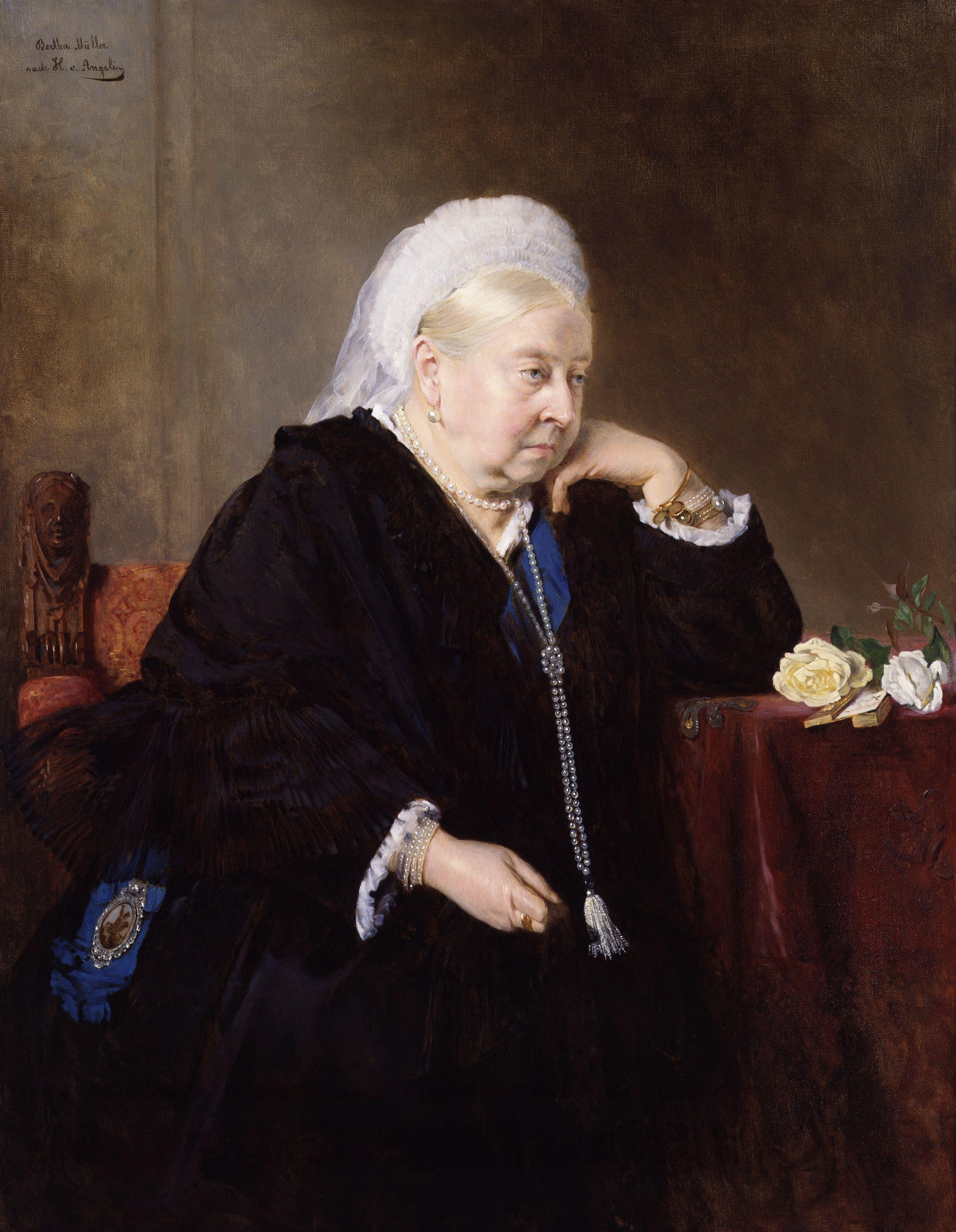
海因里希·馮·安傑利於1899年所繪肖像

1900年7月，維多利亞的次子阿爾弗雷德去世。她在日記中寫道：「哦，上帝！我可憐的親愛的阿爾弗也走了」，「這是可怕的一年，只有悲傷與各種恐怖。」
依照守寡期間保持的習俗，維多利亞1900年聖誕節在懷特島的奧斯本莊園度過。風濕病導致她雙腿殘疾，白內障也使她的視力模糊。1901年1月初，她感到「虛弱不適」，到1月中旬已「昏睡......恍惚且意識混亂」。她最後的要求是將最喜愛的博美犬圖瑞（Turi）放在床上陪伴。她於1901年1月22日晚上六點半逝世，享壽81歲，長子阿爾伯特·愛德華與外孫威廉二世隨侍在側。阿爾伯特·愛德華隨即繼位為愛德華七世。

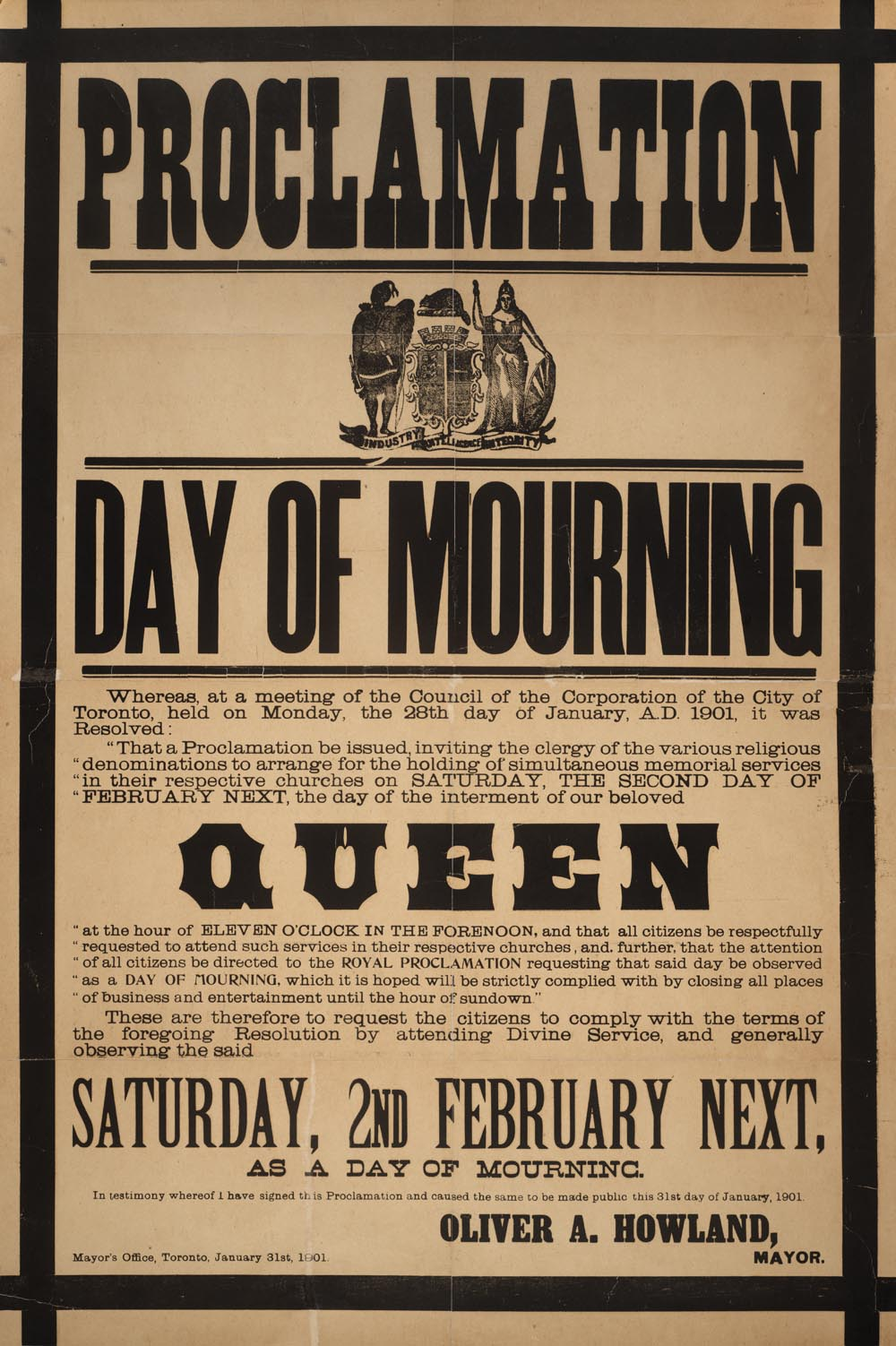
多倫多宣告維多利亞女王葬禮日為哀悼日的海報

1897年，維多利亞已預先寫下其葬禮的指示，要求以軍事儀式舉行，以符合她作為軍人女兒及軍隊統帥的身份，並使用白色而非黑色。1901年1月25日，愛德華七世與威廉二世在亞瑟王子的協助下，將她的遺體抬入棺木。她身著白色禮服與婚禮頭紗入殮。根據她的遺願，其醫師與服侍者將一系列紀念家族成員、友人及僕從的物品放入棺內：阿爾伯特親王的睡袍與他的手部石膏模型被安置於身側，而約翰·布朗的一綹頭髮及其照片則藏於她左手中的花束下，避開了家屬的視線。陪葬的珠寶包含布朗母親的婚戒——布朗於1883年贈予女王。葬禮於1901年2月2日星期六在溫莎城堡的聖喬治禮拜堂舉行，經過兩日停靈後，她被安葬於溫莎大公園的浮若閣摩爾皇家陵墓，與阿爾伯特親王長眠相伴。
維多利亞在位長達63年7個月又2天，是英國史上在位最久的君主，也是世界史上統治時間最長的女王，此紀錄直至2015年9月9日才被她的玄孫女伊莉莎白二世超越。作為漢諾威王朝最後一位英國君主，其子愛德華七世歸屬夫家的薩克森-科堡-哥達王朝。

## 影響

### 名聲

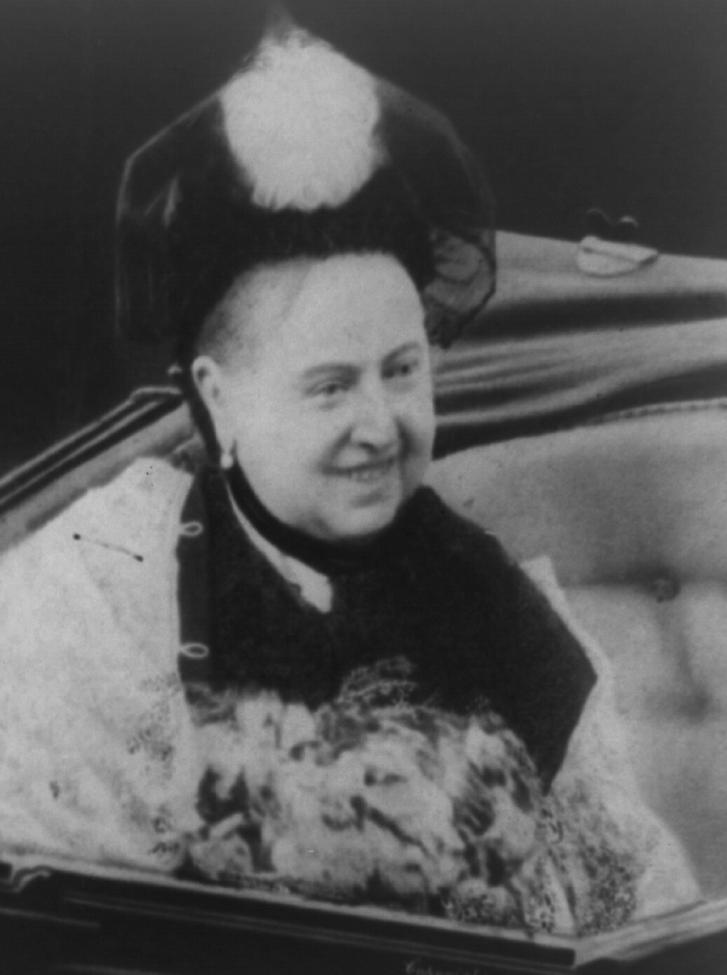
維多利亞被逗樂。據稱她曾說過「我們並不感到有趣」（We are not amused），但沒有直接證據表明她確實說過這句話，且她本人也否認說過。她的工作人員和家人記錄顯示，維多利亞「經常被逗得開懷大笑」。

根據她的傳記作者之一吉爾斯·聖奧賓（Giles St Aubyn）所述，維多利亞成年後平均每天寫作2,500字。從1832年7月直至她去世前，她持續撰寫詳細日記，最終累積達122卷。維多利亞去世後，她的小女兒碧翠絲公主被任命為文學執行人。碧翠絲抄錄並編輯了維多利亞登基以來的日記，並在此過程中燒毀了原始版本。儘管如此，大部分日記仍得以保存。除了碧翠絲編輯的版本外，埃舍爾勳爵也在原始日記被銷毀前抄錄了1832年至1861年的內容。維多利亞的大量信件已由A·C·本森、赫克托·博利索、喬治·厄爾·巴克爾、埃舍爾勳爵、羅傑·富爾福德和理查德·霍夫等人編輯出版。
維多利亞晚年時身材豐腴、衣著樸素，身高約1.5米，但她展現出威嚴的形象。她在寡居初期不受歡迎，但在1880至1890年代因象徵帝國慈母形象而廣受愛戴。直到她的日記和信件公開後，公眾才充分了解她的政治影響力。在大量原始資料公開前撰寫的維多利亞傳記，如利頓·斯特雷奇1921年的《維多利亞女王》，現被認為已過時。而伊莉莎白·朗福德（1964年）和塞西爾·伍德漢姆-史密斯（1972年）所寫的傳記至今仍受推崇。這些傳記認為，維多利亞的性格情感豐富、固執、誠實且直言不諱。

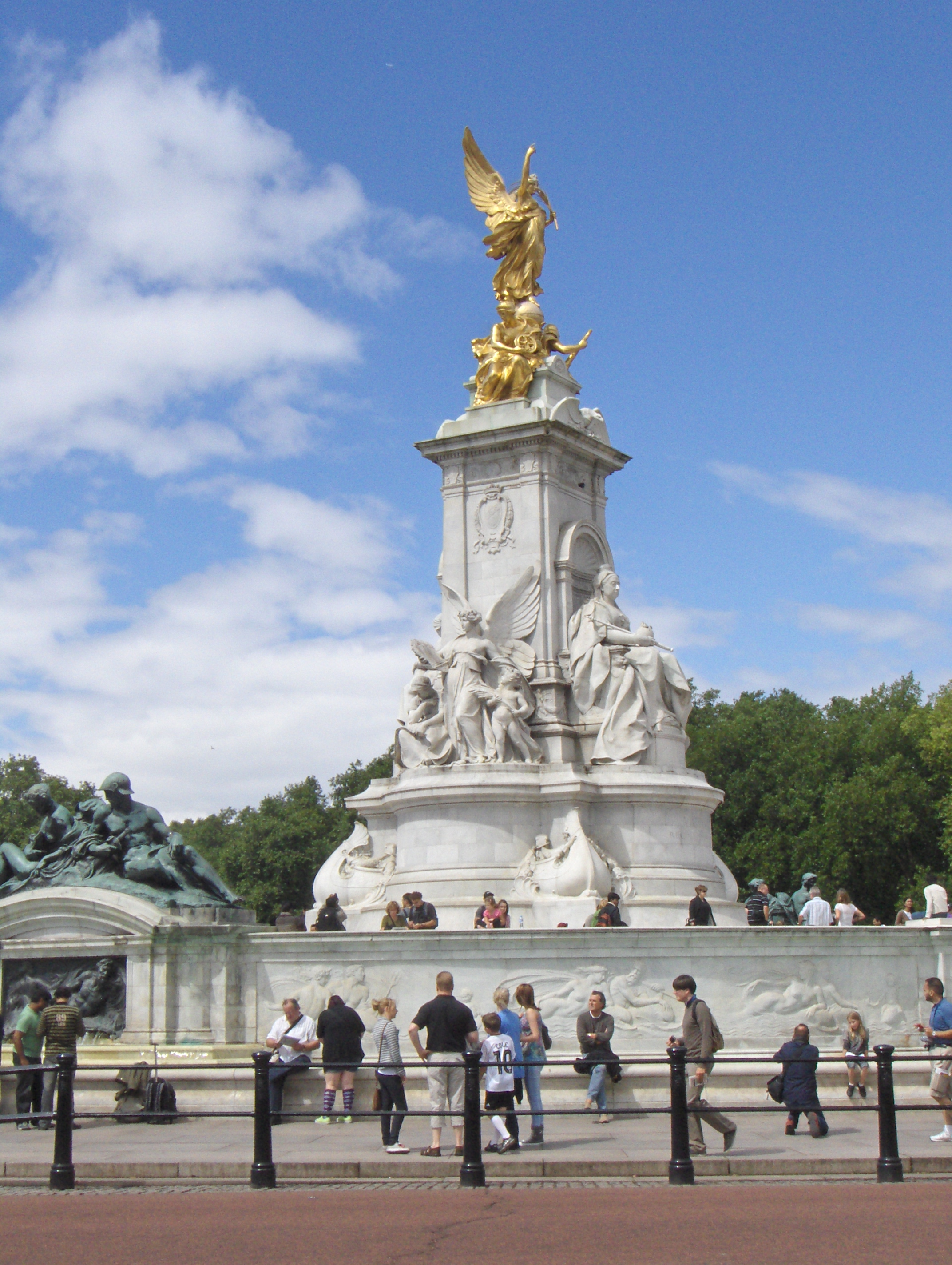
維多利亞女王紀念碑位於白金漢宮前，於其去世十年後建成。

維多利亞在位期間，英國逐步確立現代君主立憲制。選舉制度改革增強了下議院的權力，削弱了上議院和君主的影響。1867年，沃爾特·白芝浩寫道，君主僅保留「被諮詢權、鼓勵權和警告權」。隨著維多利亞的君主角色趨向象徵性，她強調道德與家庭價值觀，與此前漢諾威王朝成員的性醜聞、財務問題和個人爭議形成對比，重塑了王室形象。這種與中產階級價值觀契合的「家庭君主制」概念得以鞏固。

### 後裔與血友病
維多利亞與歐洲各王室間的聯姻使她獲得了「歐洲祖母」的暱稱。在維多利亞女王和阿爾伯特親王的孫輩中，共有34人活至成年。

位於印度加爾各答的維多利亞紀念堂

維多利亞的幼子利奧波德患有凝血障礙疾病B型血友病，而她的五個女兒中至少有兩位——愛麗絲和碧翠絲——是該病的帶原者。維多利亞的後裔中，王室血友病患者包括她的多名曾孫輩：俄羅斯皇儲阿列克謝·尼古拉耶維奇、阿斯圖里亞斯親王阿方索以及西班牙的岡薩羅王子。由於血友病僅出現在維多利亞的後代而非其祖先中，現代學者推測她的生父可能並非肯特公爵，而是一名血友病患者。然而，現存文獻中並無證據顯示維多利亞的母親曾接觸過血友病患者，且男性攜帶者必然會發病，即使此人存在，其健康狀況也應極差。更可能的原因是基因突變——維多利亞受孕時其父已年逾50，而高齡父親的子女更易出現血友病。約三分之一的血友病病例由自發突變引起。

## 頭銜、稱謂、榮譽與紋章

### 頭銜與稱謂
於其在位末年，女王的完整稱謂為：「維多利亞陛下，蒙上帝恩典，大不列顛及愛爾蘭聯合王國女王，信仰捍衛者，印度女皇」。

### 榮譽
維多利亞在1826年獲得喬治四世王室勳章，並於在位期間創立多項榮譽，包括維多利亞十字勳章（1856年）、印度皇冠勳章（1878年）、印度帝國勳章（1878年）、傑出服務勳章（1886年）及皇家維多利亞勳章（1896年）。
她也曾獲得多個國家頒發的榮譽，包括法國榮譽軍團勳章大十字勳位（1843年）、泰國白象勳章大十字騎士章（1880年）、扎克里皇室勳章女爵士（1887年）及塞爾維亞塔科沃十字勳章（1882年）。

### 紋章
作為君主，維多利亞使用英國皇家紋章。由於她無法繼承漢諾威王位，其紋章未包含前幾任君主使用的漢諾威符號。她的所有繼任者均沿用此紋章。

## 家庭

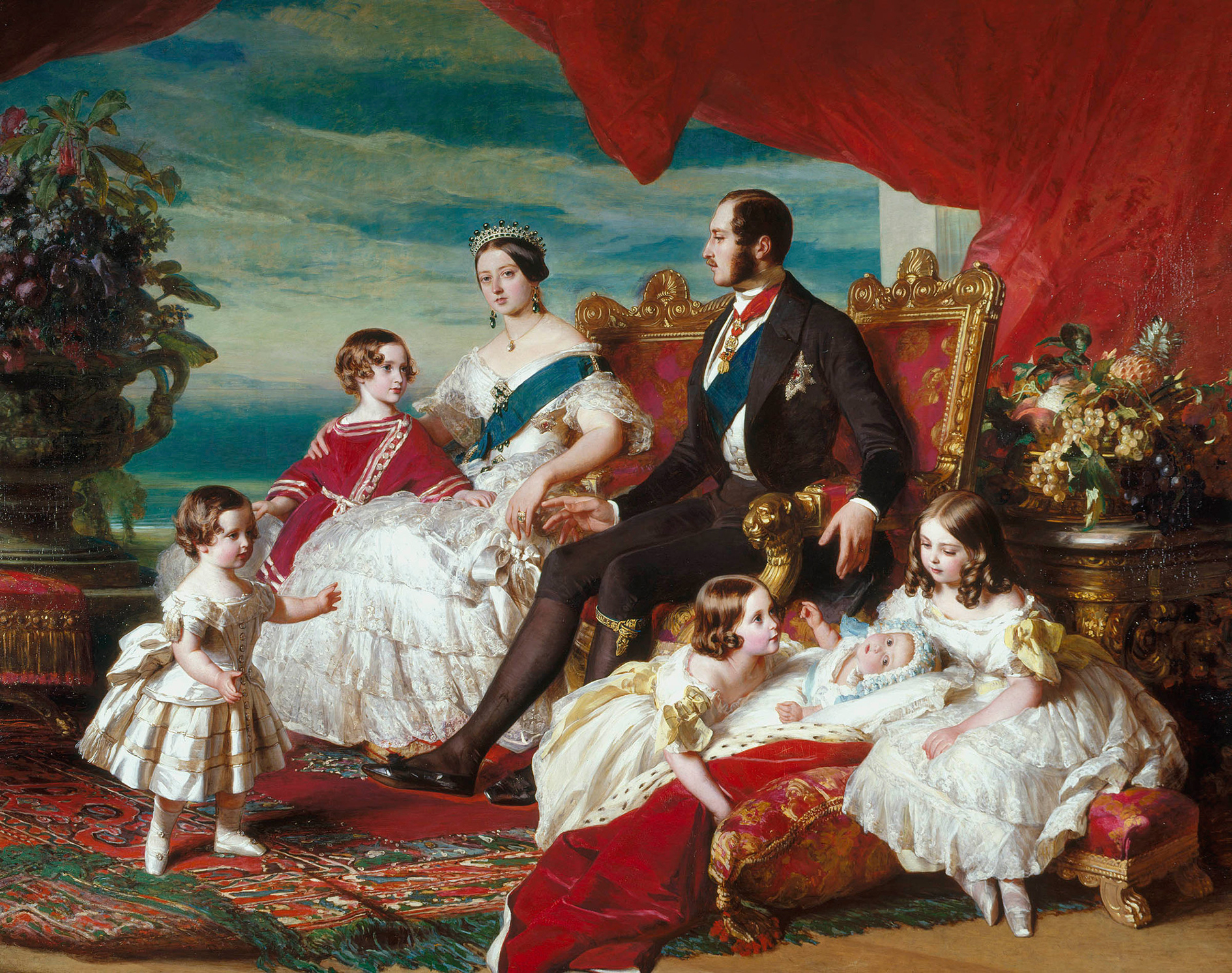
由弗朗茲·克薩韋爾·溫特哈爾特繪製的《1846年的王室》（The Royal Family in 1846）。從左至右: 阿爾弗雷德王子、威爾士親王阿爾伯特·愛德華、女王、阿爾伯特親王、愛麗絲公主、海倫娜公主和維多利亞公主

### 子嗣
| 名字                         | 出生日期       | 死亡日期       | 配偶和子嗣 |
| ---------------------------- | -------------- | -------------- | --- |
| 長公主維多利亞               | 1840年11月21日 | 1901年8月5日   | 1858年和腓特烈（1831年–1888年，後來的德意志皇帝和普魯士國王）結婚，育有四子（包括德意志皇帝威廉二世）和四女（包括希臘的索菲亞王后） |
| 愛德華七世                   | 1841年11月9日  | 1910年5月6日   | 1863年和丹麥的亞歷山德拉公主（1844年–1925年）結婚，育有三子（包括喬治五世）和三女（包括挪威的莫德王后）                             |
| 愛麗絲公主                   | 1843年4月25日  | 1878年12月14日 | 1862年和黑森和莱茵大公路德维希四世（1837年–1892年）结婚，育有两子、五女（包括俄羅斯的亞歷山德拉·費奧多羅芙娜皇后）                  |
| 薩克森-科堡-哥達公爵亞爾菲臘 | 1844年8月6日   | 1900年7月31日  | 1874年和的俄羅斯的瑪麗亞·亞歷山德羅夫娜女大公（1853年–1920年）結婚，育有兩子（包括一名死產嬰）、四女（包括羅馬尼亞的瑪麗王后）      |
| 海倫娜公主                   | 1846年5月25日  | 1923年6月9日   | 1866年和石勒蘇益格-荷爾斯泰因的克里斯蒂安王子（1831年–1917年）結婚，育有四子（包括一名死產嬰）、兩女                                |
| 路易絲公主                   | 1848年3月18日  | 1939年12月3日  | 1871年和羅恩侯爵（後為阿盖尔公爵）約翰·坎貝爾（1845年–1914年）結婚，沒有子嗣                                                        |
| 康诺特和斯特拉森公爵亞瑟王子 | 1850年5月1日   | 1942年1月16日  | 1879年和普魯士的路易絲·瑪格麗塔公主（1860年–1917年）結婚，育有一子、兩女（包括瑞典的瑪嘉烈王儲妃）                                  |
| 奧爾巴尼公爵利奧波德王子     | 1853年4月7日   | 1884年3月28日  | 1882年和瓦爾德克和皮爾蒙特的海倫公主（1861年–1922年）结婚，育有一子、一女                                                           |
| 碧翠絲公主                   | 1857年4月14日  | 1944年10月26日 | 1885年和巴滕貝格的亨利王子（1858年–1896年）結婚，育有三子、一女（西班牙的維多利亞·歐珍妮王后）                                      |

### 先祖
以下為維多利亞的三代先祖：
|  |                                                        |  |  |  |  |  |  |  |  |  |  |  |  |  |  |  |
|  | 曾祖父：威爾士親王弗雷德里克                           |  |  |  |  |  |  |  |  |  |  |  |  |  |  |  |
|  |                                                        |  |  |  |  |  |  |  |  |  |  |  |  |  |  |  |
|  |                                                        |  |  |  |  |  |  |  |  |  |  |  |  |  |  |  |
|  | 祖父：英國的喬治三世                                   |  |  |  |  |  |  |  |  |  |  |  |  |  |  |  |
|  |                                                        |  |  |  |  |  |  |  |  |  |  |  |  |  |  |  |
|  |                                                        |  |  |  |  |  |  |  |  |  |  |  |  |  |  |  |
|  | 曾祖母：薩克森-哥達的奧古絲塔公主                      |  |  |  |  |  |  |  |  |  |  |  |  |  |  |  |
|  |                                                        |  |  |  |  |  |  |  |  |  |  |  |  |  |  |  |
|  |                                                        |  |  |  |  |  |  |  |  |  |  |  |  |  |  |  |
|  | 父：肯特及斯特拉森公爵爱德华王子                       |  |  |  |  |  |  |  |  |  |  |  |  |  |  |  |
|  |                                                        |  |  |  |  |  |  |  |  |  |  |  |  |  |  |  |
|  |                                                        |  |  |  |  |  |  |  |  |  |  |  |  |  |  |  |
|  | 外曾祖父：梅克倫堡的卡爾·路德維希·腓特烈公爵           |  |  |  |  |  |  |  |  |  |  |  |  |  |  |  |
|  |                                                        |  |  |  |  |  |  |  |  |  |  |  |  |  |  |  |
|  |                                                        |  |  |  |  |  |  |  |  |  |  |  |  |  |  |  |
|  | 祖母：梅克伦堡-施特雷利茨的夏洛特                      |  |  |  |  |  |  |  |  |  |  |  |  |  |  |  |
|  |                                                        |  |  |  |  |  |  |  |  |  |  |  |  |  |  |  |
|  |                                                        |  |  |  |  |  |  |  |  |  |  |  |  |  |  |  |
|  | 外曾祖母：薩克森-希爾德布格豪森的伊莉莎白·阿爾貝汀公主 |  |  |  |  |  |  |  |  |  |  |  |  |  |  |  |
|  |                                                        |  |  |  |  |  |  |  |  |  |  |  |  |  |  |  |
|  |                                                        |  |  |  |  |  |  |  |  |  |  |  |  |  |  |  |
|  | 英國的維多利亞                                         |  |  |  |  |  |  |  |  |  |  |  |  |  |  |  |
|  |                                                        |  |  |  |  |  |  |  |  |  |  |  |  |  |  |  |
|  |                                                        |  |  |  |  |  |  |  |  |  |  |  |  |  |  |  |
|  | 外曾祖父：薩克森-科堡-薩爾費爾德公爵恩斯特·腓特烈      |  |  |  |  |  |  |  |  |  |  |  |  |  |  |  |
|  |                                                        |  |  |  |  |  |  |  |  |  |  |  |  |  |  |  |
|  |                                                        |  |  |  |  |  |  |  |  |  |  |  |  |  |  |  |
|  | 外祖父：薩克森-科堡-薩爾費爾德公爵法蘭茲               |  |  |  |  |  |  |  |  |  |  |  |  |  |  |  |
|  |                                                        |  |  |  |  |  |  |  |  |  |  |  |  |  |  |  |
|  |                                                        |  |  |  |  |  |  |  |  |  |  |  |  |  |  |  |
|  | 外曾祖母：不倫瑞克-沃爾芬比特爾的索菲·安東妮公主       |  |  |  |  |  |  |  |  |  |  |  |  |  |  |  |
|  |                                                        |  |  |  |  |  |  |  |  |  |  |  |  |  |  |  |
|  |                                                        |  |  |  |  |  |  |  |  |  |  |  |  |  |  |  |
|  | 母：薩克森-科堡-薩爾費爾德的維多利亞公主               |  |  |  |  |  |  |  |  |  |  |  |  |  |  |  |
|  |                                                        |  |  |  |  |  |  |  |  |  |  |  |  |  |  |  |
|  |                                                        |  |  |  |  |  |  |  |  |  |  |  |  |  |  |  |
|  | 外曾祖父：埃伯斯多夫的羅伊斯伯爵亨利二十四世           |  |  |  |  |  |  |  |  |  |  |  |  |  |  |  |
|  |                                                        |  |  |  |  |  |  |  |  |  |  |  |  |  |  |  |
|  |                                                        |  |  |  |  |  |  |  |  |  |  |  |  |  |  |  |
|  | 外祖母：埃伯斯多夫的奧古斯塔·羅伊斯女伯爵              |  |  |  |  |  |  |  |  |  |  |  |  |  |  |  |
|  |                                                        |  |  |  |  |  |  |  |  |  |  |  |  |  |  |  |
|  |                                                        |  |  |  |  |  |  |  |  |  |  |  |  |  |  |  |
|  | 外曾祖母：埃爾巴赫-舍恩貝格的卡羅琳·恩尼絲汀女伯爵     |  |  |  |  |  |  |  |  |  |  |  |  |  |  |  |
|  |                                                        |  |  |  |  |  |  |  |  |  |  |  |  |  |  |  |
|  |                                                        |  |  |  |  |  |  |  |  |  |  |  |  |  |  |  |

### 引用
1. ↑  Hibbert 2000，第3–12頁; Strachey 1921，第1–17頁; Woodham-Smith 1972，第15–29頁.

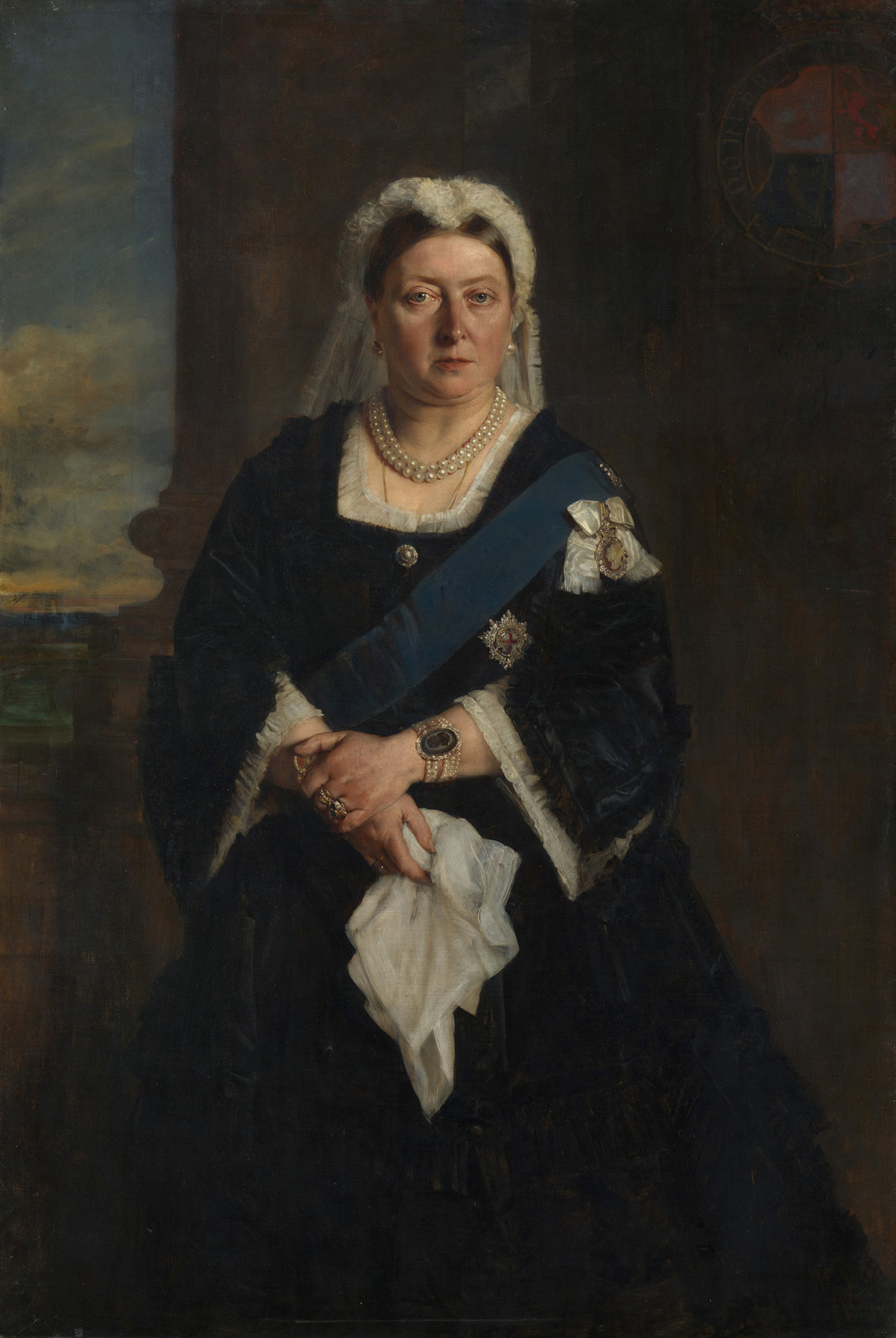
維多利亞欣賞海因里希·馮·安傑利1875年為她繪製的肖像，認為其「真實、毫無奉承且展現了性格」。

2. ↑  Hibbert 2000，第12–13頁; Longford 1964，第23頁; Woodham-Smith 1972，第34–35頁.
3. ↑  Longford 1964，第24頁.
4. ↑  Worsley 2018，第41頁.
5. ↑  Hibbert 2000，第31頁; St Aubyn 1991，第26頁; Woodham-Smith 1972，第81頁.
6. ↑  Hibbert 2000，第46頁; Longford 1964，第54頁; St Aubyn 1991，第50頁; Waller 2006，第344頁; Woodham-Smith 1972，第126頁.
7. ↑  Hibbert 2000，第19頁; Marshall 1972，第25頁.
8. ↑  Hibbert 2000，第27頁; Longford 1964，第35–38, 118–119頁; St Aubyn 1991，第21–22頁; Woodham-Smith 1972，第70–72頁.
9. ↑  Hibbert 2000，第27–28頁; Waller 2006，第341–342頁; Woodham-Smith 1972，第63–65頁.
10. ↑  Hibbert 2000，第32–33頁; Longford 1964，第38–39, 55頁; Marshall 1972，第19頁.
11. ↑  Waller 2006，第338–341頁; Woodham-Smith 1972，第68–69, 91頁.
12. ↑  Hibbert 2000，第18頁; Longford 1964，第31頁; Woodham-Smith 1972，第74–75頁.
13. ↑  Longford 1964，第31頁; Woodham-Smith 1972，第75頁.
14. ↑  . NBC News. 2015-06-08  [2025-07-04].
15. ↑  Hibbert 2000，第34–35頁.
16. ↑  Hibbert 2000，第35–39頁; Woodham-Smith 1972，第88–89, 102頁.
17. ↑  Hibbert 2000，第36頁; Woodham-Smith 1972，第89–90頁.
18. ↑  Hibbert 2000，第35–40頁; Woodham-Smith 1972，第92、102頁.
19. ↑  Hibbert 2000，第38–39頁; Longford 1964，第47頁; Woodham-Smith 1972，第101–102頁.
20. ↑  Hibbert 2000，第42頁; Woodham-Smith 1972，第105頁.
21. ↑  Hibbert 2000，第42頁; Longford 1964，第47–48頁; Marshall 1972，第21頁.
22. ↑  Hibbert 2000，第42, 50頁; Woodham-Smith 1972，第135頁.
23. ↑  Marshall 1972，第46頁; St Aubyn 1991，第67頁; Waller 2006，第353頁.
24. ↑  Longford 1964，第29, 51頁; Waller 2006，第363頁; Weintraub 1997，第43–49頁.
25. ↑  Longford 1964，第51頁; Weintraub 1997，第43–49頁.
26. ↑  Longford 1964，第51–52頁; St Aubyn 1991，第43頁; Weintraub 1997，第43–49頁; Woodham-Smith 1972，第117頁.
27. ↑  Weintraub 1997，第43–49頁.
28. ↑  Marshall 1972，第27頁; Weintraub 1997，第49頁.
29. ↑  Hibbert 2000，第99頁; St Aubyn 1991，第43頁; Weintraub 1997，第49頁; Woodham-Smith 1972，第119頁.
30. ↑  St Aubyn 1991，第36頁; Woodham-Smith 1972，第104頁.
31. ↑  Hibbert 2000，第102頁; Marshall 1972，第60頁; Waller 2006，第363頁; Weintraub 1997，第51頁; Woodham-Smith 1972，第122頁.
32. ↑  Waller 2006，第363–364頁; Weintraub 1997，第53、58、64、65頁.
33. ↑  . London Gazette. 1837-06-20.
34. ↑  St Aubyn 1991，第55–57頁; Woodham-Smith 1972，第138頁.
35. ↑  Woodham-Smith 1972，第140頁.
36. ↑  Packard 1998，第14–15頁.
37. ↑  Hibbert 2000，第66–69頁; St Aubyn 1991，第76頁; Woodham-Smith 1972，第143–147頁.
38. ↑  Hibbert 2000，第67頁; Longford 1964，第70頁; Woodham-Smith 1972，第143–144頁.
39. ↑  . The British Monarchy.   [2025-07-05]. （原始内容存档于2016-02-03）.
40. ↑  Hibbert 2000，第58頁; Longford 1964，第73–74頁; Woodham-Smith 1972，第152頁.
41. ↑  Marshall 1972，第42頁; St Aubyn 1991，第63, 96頁.
42. ↑  Marshall 1972，第47頁; Waller 2006，第356頁; Woodham-Smith 1972，第164–166頁.
43. ↑  Hibbert 2000，第77–78頁; Longford 1964，第97頁; St Aubyn 1991，第97頁; Waller 2006，第357頁; Woodham-Smith 1972，第164頁.
44. ↑  Woodham-Smith 1972，第162頁.
45. ↑  St Aubyn 1991，第96頁; Woodham-Smith 1972，第162, 165頁.
46. ↑  Hibbert 2000，第79頁; Longford 1964，第98頁; St Aubyn 1991，第99頁; Woodham-Smith 1972，第167頁.
47. ↑  Hibbert 2000，第80–81頁; Longford 1964，第102–103頁; St Aubyn 1991，第101–102頁.
48. ↑  Longford 1964，第122頁; Marshall 1972，第57頁; St Aubyn 1991，第104頁; Woodham-Smith 1972，第180頁.
49. ↑  Hibbert 2000，第83頁; Longford 1964，第120–121頁; Marshall 1972，第57頁; St Aubyn 1991，第105頁; Waller 2006，第358頁.
50. ↑  St Aubyn 1991，第107頁; Woodham-Smith 1972，第169頁.
51. ↑  Hibbert 2000，第94–96頁; Marshall 1972，第53–57頁; St Aubyn 1991，第109–112頁; Waller 2006，第359–361頁; Woodham-Smith 1972，第170–174頁.
52. ↑  Longford 1964，第84頁; Marshall 1972，第52頁.
53. ↑  Longford 1964，第72頁; Waller 2006，第353頁.
54. ↑  Woodham-Smith 1972，第175頁.
55. ↑  Hibbert 2000，第103–104頁; Marshall 1972，第60–66頁; Weintraub 1997，第62頁.
56. ↑  Hibbert 2000，第107–110頁; St Aubyn 1991，第129–132頁; Weintraub 1997，第77–81頁; Woodham-Smith 1972，第182–184、187頁.
57. ↑  Hibbert 2000，第123頁; Longford 1964，第143頁; Woodham-Smith 1972，第205頁.
58. ↑  St Aubyn 1991，第151頁.
59. ↑  Hibbert 2000，第265頁; Woodham-Smith 1972，第256頁.
60. ↑  Marshall 1972，第152頁; St Aubyn 1991，第174–175頁; Woodham-Smith 1972，第412頁.
61. ↑  Charles 2012，第23頁.
62. ↑  Hibbert 2000，第421–422頁; St Aubyn 1991，第160–161頁.
63. ↑  Woodham-Smith 1972，第213頁.
64. ↑  Hibbert 2000，第130頁; Longford 1964，第154頁; Marshall 1972，第122頁; St Aubyn 1991，第159頁; Woodham-Smith 1972，第220頁.
65. ↑  Hibbert 2000，第149頁; St Aubyn 1991，第169頁.
66. ↑  Hibbert 2000，第149頁; Longford 1964，第154頁; Marshall 1972，第122頁; Waller 2006，第377頁.
67. 1 2 3 4 5 6 7 8 9 10  Matthew, H. C. G.; Reynolds, K. D. .  online. Oxford University Press. 2009-10. doi:10.1093/ref:odnb/36652. 需要订阅或英国公共图书馆会员资格
68. ↑  Woodham-Smith 1972，第100頁.
69. ↑  Longford 1964，第56頁; St Aubyn 1991，第29頁.
70. ↑  Hibbert 2000，第150–156頁; Marshall 1972，第87頁; St Aubyn 1991，第171–173頁; Woodham-Smith 1972，第230–232頁.
71. ↑  Charles 2012，第51頁; Hibbert 2000，第422–423頁; St Aubyn 1991，第162–163頁.
72. 1 2  Hibbert 2000，第423頁; St Aubyn 1991，第163頁.
73. ↑  Longford 1964，第192頁.
74. ↑  St Aubyn 1991，第164頁.
75. ↑  Marshall 1972，第95–101頁; St Aubyn 1991，第153–155頁; Woodham-Smith 1972，第221–222頁.
76. ↑  . Royal Collection.   [2025-07-05]. （原始内容存档于2016-01-17）.
77. ↑  Woodham-Smith 1972，第281頁.
78. ↑  Longford 1964，第359頁.
79. ↑  Harrison, Shane. . BBC News. 2003-04-15  [2025-07-05]. （原始内容存档于2019-09-19）.
80. ↑  Officer, Lawrence H.; Williamson, Samuel H. . MeasuringWorth. 2024  [2025-07-05]. （原始内容存档于2024-06-08）.
81. ↑  Kinealy, Christine. . University College Cork.   [2025-07-05]. （原始内容存档于2013-04-06）.
82. ↑  Longford 1964，第181頁.
83. ↑  St Aubyn 1991，第215頁.
84. ↑  St Aubyn 1991，第238頁.
85. ↑  Longford 1964，第175、187頁; St Aubyn 1991，第238、241頁; Woodham-Smith 1972，第242、250頁.
86. ↑  Woodham-Smith 1972，第248頁.
87. ↑  Hibbert 2000，第198頁; Longford 1964，第194頁; St Aubyn 1991，第243頁; Woodham-Smith 1972，第282–284頁.
88. ↑  Hibbert 2000，第201–202頁; Marshall 1972，第139頁; St Aubyn 1991，第222–223頁; Woodham-Smith 1972，第287–290頁.
89. ↑  Longford 1964，第196–197頁; St Aubyn 1991，第223頁; Woodham-Smith 1972，第287–290頁.
90. ↑  St Aubyn 1991，第216頁.
91. ↑  Hibbert 2000，第196–198頁; St Aubyn 1991，第244頁; Woodham-Smith 1972，第298–307頁.
92. ↑  Hibbert 2000，第204–209頁; Marshall 1972，第108–109頁; St Aubyn 1991，第244–254頁; Woodham-Smith 1972，第298–307頁.
93. ↑  St Aubyn 1991，第255、298頁.
94. ↑  Hibbert 2000，第216–217頁; St Aubyn 1991，第257–258頁.
95. ↑  Hibbert 2000，第217–220頁; Woodham-Smith 1972，第328–331頁.
96. ↑  Hibbert 2000，第227–228頁; Longford 1964，第245–246頁; St Aubyn 1991，第297頁; Woodham-Smith 1972，第354–355頁.
97. ↑  Woodham-Smith 1972，第357–360頁.
98. ↑  Queen Victoria.  40: 93. 1855-08-18  [2025-07-05]. （原始内容存档于2021-11-25） –The Royal Archives.
99. ↑  . Château de Versailles.   [2025-07-05]. （原始内容存档于2013-01-11）.
100. ↑  . Royal Collection Trust.   [2025-07-05]. （原始内容存档于2022-08-29）.
101. ↑  Hibbert 2000，第241–242頁; Longford 1964，第280–281頁; St Aubyn 1991，第304頁; Woodham-Smith 1972，第391頁.
102. ↑  Hibbert 2000，第242頁; Longford 1964，第281頁; Marshall 1972，第117頁.
103. ↑  . Royal Museums Greenwich.   [2025-07-05]. （原始内容存档于2012-04-03）.
104. ↑  Hibbert 2000，第255頁; Marshall 1972，第117頁.
105. ↑  Longford 1964，第259–260頁; Weintraub 1997，第326 ff.頁.
106. ↑  Longford 1964，第263頁; Weintraub 1997，第326、330頁.
107. ↑  Hibbert 2000，第244頁.
108. ↑  Hibbert 2000，第267頁; Longford 1964，第118、290頁; St Aubyn 1991，第319頁; Woodham-Smith 1972，第412頁.
109. ↑  Hibbert 2000，第267頁; Marshall 1972，第152頁; Woodham-Smith 1972，第412頁.
110. ↑  Hibbert 2000，第265–267頁; St Aubyn 1991，第318頁; Woodham-Smith 1972，第412–413頁.
111. ↑  Waller 2006，第393頁; Weintraub 1997，第401頁.
112. ↑  Hibbert 2000，第274頁; Longford 1964，第293頁; St Aubyn 1991，第324頁; Woodham-Smith 1972，第417頁.
113. ↑  Longford 1964，第293頁; Marshall 1972，第153頁; Strachey 1921，第214頁.
114. ↑  Hibbert 2000，第276–279頁; St Aubyn 1991，第325頁; Woodham-Smith 1972，第422–423頁.
115. ↑  Hibbert 2000，第280–292頁; Marshall 1972，第154頁.
116. ↑  Hibbert 2000，第299頁; St Aubyn 1991，第346頁.
117. ↑  St Aubyn 1991，第343頁.
118. ↑  Strachey 1921，第306頁.
119. ↑  Ridley, Jane. . The Spectator. 2017-05-27  [2025-07-05]. （原始内容存档于2018-08-28）.
120. ↑  Marshall 1972，第170–172頁; St Aubyn 1991，第385頁.
121. ↑  Hibbert 2000，第310頁; Longford 1964，第321頁; St Aubyn 1991，第343–344頁; Waller 2006，第404頁.
122. ↑  Hibbert 2000，第310頁; Longford 1964，第322頁.
123. ↑  Hibbert 2000，第323–324頁; Marshall 1972，第168–169頁; St Aubyn 1991，第356–362頁.
124. ↑  Hibbert 2000，第321–322頁; Longford 1964，第327–328頁; Marshall 1972，第170頁.
125. ↑  Hibbert 2000，第329頁; St Aubyn 1991，第361–362頁.
126. ↑  Hibbert 2000，第311–312頁; Longford 1964，第347頁; St Aubyn 1991，第369頁.
127. ↑  St Aubyn 1991，第374–375頁.
128. ↑  Marshall 1972，第199頁; Strachey 1921，第299頁.
129. ↑  Hibbert 2000，第318頁; Longford 1964，第401頁; St Aubyn 1991，第427頁; Strachey 1921，第254頁.
130. ↑  Buckle, George Earle; Monypenny, W. F.  5. 1910–1920: 49.
131. ↑  Hibbert 2000，第320頁; Strachey 1921，第246–247頁.
132. ↑  Longford 1964，第381頁; St Aubyn 1991，第385–386頁; Strachey 1921，第248頁.
133. ↑  St Aubyn 1991，第385–386頁; Strachey 1921，第248–250頁.
134. ↑  Longford 1964，第385頁.
135. ↑  Hibbert 2000，第343頁.
136. ↑  Hibbert 2000，第343–344頁; Longford 1964，第389頁; Marshall 1972，第173頁.
137. ↑  Hibbert 2000，第344–345頁.
138. ↑  Hibbert 2000，第345頁; Longford 1964，第390–391頁; Marshall 1972，第176頁; St Aubyn 1991，第388頁.
139. ↑  Charles 2012，第103頁; Hibbert 2000，第426–427頁; St Aubyn 1991，第388–389頁.
140. ↑  . 1872-04-08  [2025-07-05].
141. ↑  Hibbert 2000，第427頁; Marshall 1972，第176頁; St Aubyn 1991，第389頁.
142. ↑  Hibbert 2000，第249–250頁; Woodham-Smith 1972，第384–385頁.
143. ↑  Woodham-Smith 1972，第386頁.
144. 1 2  Hibbert 2000，第251頁; Woodham-Smith 1972，第386頁.
145. ↑  St Aubyn 1991，第335頁.
146. ↑  Hibbert 2000，第361頁; Longford 1964，第402頁; Marshall 1972，第180–184頁; Waller 2006，第423頁.
147. ↑  Hibbert 2000，第295–296頁; Waller 2006，第423頁.
148. ↑  Hibbert 2000，第361頁; Longford 1964，第405–406頁; Marshall 1972，第184頁; St Aubyn 1991，第434頁; Waller 2006，第426頁.
149. ↑  Waller 2006，第427頁.
150. ↑  Longford 1964，第425頁.
151. 1 2  Longford 1964，第426頁.
152. ↑  Longford 1964，第412–413頁.
153. ↑  Longford 1964，第411頁.
154. ↑  Hibbert 2000，第367–368頁; Longford 1964，第429頁; Marshall 1972，第186頁; St Aubyn 1991，第442–444頁; Waller 2006，第428–429頁.
155. ↑  Hibbert 2000，第369頁.
156. ↑  Longford 1964，第437頁.
157. ↑  Hibbert 2000，第420頁; St Aubyn 1991，第422頁.
158. ↑  Hibbert 2000，第420頁; St Aubyn 1991，第421頁.
159. ↑  Hibbert 2000，第420–421頁; St Aubyn 1991，第422頁; Strachey 1921，第278頁.
160. ↑  Hibbert 2000，第427頁; Longford 1964，第446頁; St Aubyn 1991，第421頁.
161. ↑  Longford 1964，第451–452頁.
162. ↑  Longford 1964，第454頁; St Aubyn 1991，第425頁; Hibbert 2000，第443頁.
163. ↑  Hibbert 2000，第443–444頁; St Aubyn 1991，第425–426頁.
164. ↑  Hibbert 2000，第443–444頁; Longford 1964，第455頁.
165. ↑  Hibbert 2000，第444頁; St Aubyn 1991，第424頁; Waller 2006，第413頁.
166. ↑  Longford 1964，第461頁.
167. ↑  Longford 1964，第477–478頁.
168. ↑  Hibbert 2000，第373頁; St Aubyn 1991，第458頁.
169. ↑  Waller 2006，第433頁; Hibbert 2000，第370–371頁; Marshall 1972，第191–193頁.
170. ↑  Hibbert 2000，第373頁; Longford 1964，第484頁.
171. ↑  Hibbert 2000，第374頁; Longford 1964，第491頁; Marshall 1972，第196頁; St Aubyn 1991，第460–461頁.
172. ↑  St Aubyn 1991，第460–461頁.
173. ↑  . Royal Household.   [2025-07-05]. （原始内容存档于2021-03-13）.
174. ↑  Marshall 1972，第210–211頁; St Aubyn 1991，第491–493頁.
175. ↑  Longford 1964，第502頁.
176. ↑  Hibbert 2000，第447–448頁; Longford 1964，第508頁; St Aubyn 1991，第502頁; Waller 2006，第441頁.
177. ↑    - . BBC News. 2017-09-15  [2025-07-05]. （原始内容存档于2017-12-01）.
  - Hunt, Kristin. . Smithsonian. 2017-09-20  [2025-07-05]. （原始内容存档于2017-12-01）.
178. ↑  Hibbert 2000，第448–449頁.
179. ↑  Hibbert 2000，第449–451頁.
180. ↑  Hibbert 2000，第447頁; Longford 1964，第539頁; St Aubyn 1991，第503頁; Waller 2006，第442頁.
181. ↑  Hibbert 2000，第454頁.
182. ↑  Hibbert 2000，第382頁.
183. ↑  Hibbert 2000，第375頁; Longford 1964，第519頁.
184. ↑  Hibbert 2000，第376頁; Longford 1964，第530頁; St Aubyn 1991，第515頁.
185. ↑  Hibbert 2000，第377頁.
186. ↑  Hibbert 2000，第456頁.
187. ↑  Longford 1964，第546頁; St Aubyn 1991，第545–546頁.
188. ↑  Marshall 1972，第206–207、211頁; St Aubyn 1991，第546–548頁.
189. ↑  MacMillan, Margaret. . Random House. 2013-01-01: 29. ISBN 978-0-8129-9470-4.
190. ↑  Hibbert 2000，第457–458頁; Marshall 1972，第206–207、211頁; St Aubyn 1991，第546–548頁.
191. ↑  Hibbert 2000，第436頁; St Aubyn 1991，第508頁.
192. ↑  Hibbert 2000，第437–438頁; Longford 1964，第554–555頁; St Aubyn 1991，第555頁.
193. ↑  Longford 1964，第558頁.
194. ↑  Hibbert 2000，第464–466、488–489頁; Strachey 1921，第308頁; Waller 2006，第442頁.
195. ↑  Hibbert 2000，第492頁; Longford 1964，第559頁; St Aubyn 1991，第592頁.
196. ↑  Hibbert 2000，第492頁.
197. ↑  Rappaport, Helen. . . Abc-Clio. 2003: 34–39. ISBN 978-1-85109-355-7.
198. ↑  Longford 1964，第561–562頁; St Aubyn 1991，第598頁.
199. ↑  Hibbert 2000，第497頁; Longford 1964，第563頁.
200. ↑  St Aubyn 1991，第598頁.
201. ↑  Longford 1964，第563頁.
202. ↑  Hibbert 2000，第498頁.
203. ↑  Longford 1964，第565頁; St Aubyn 1991，第600頁.
204. ↑  Gander, Kashmira. . The Daily Telegraph. London. 2015-08-26  [2025-07-05]. （原始内容存档于2015-09-19）.
205. ↑  Weir, Alison.  Revised. London: Random House. 1996: 317. ISBN 978-0-7126-7448-5.
206. ↑  Fulford, Roger. .  23. United States: Crowell, Collier and Macmillan Inc. 1967: 127.
207. ↑  Ashley, Mike. . London: Robinson. 1998: 690. ISBN 1-84119-096-9.
208. ↑  Hibbert 2000，第471頁.
209. ↑  Hibbert 2000，第xv頁; St Aubyn 1991，第340頁.
210. ↑  St Aubyn 1991，第30頁; Woodham-Smith 1972，第87頁.
211. ↑  Hibbert 2000，第503–504頁; St Aubyn 1991，第30頁; Woodham-Smith 1972，第88、436–437頁.
212. ↑  Hibbert 2000，第503頁.
213. ↑  Hibbert 2000，第503–504頁; St Aubyn 1991，第624頁.
214. ↑  Hibbert 2000，第61–62頁; Longford 1964，第89、253頁; St Aubyn 1991，第48、63–64頁.
215. ↑  Marshall 1972，第210頁; Waller 2006，第419、434–435、443頁.
216. ↑  Waller 2006，第439頁.
217. ↑  St Aubyn 1991，第624頁.
218. ↑  Hibbert 2000，第504頁; St Aubyn 1991，第623頁.
219. ↑  Hibbert 2000，第352頁; Strachey 1921，第304頁; Woodham-Smith 1972，第431頁.
220. ↑  Waller 2006，第429頁.
221. ↑  Bagehot, Walter. . London: Chapman and Hall. 1867-01-01: 103.
222. ↑  St Aubyn 1991，第602–603頁; Strachey 1921，第303–304頁; Waller 2006，第366、372、434頁.
223. ↑  Erickson, Carolly. . New York: Simon & Schuster. 1997. ISBN 0-7432-3657-2.
224. ↑  Rogaev, Evgeny I.; Grigorenko, Anastasia P.; Faskhutdinova, Gulnaz; Kittler, Ellen L. W.; Moliaka, Yuri K. . Science. 2009, 326 (5954): 817. Bibcode:2009Sci...326..817R. ISSN 0036-8075. PMID 19815722. S2CID 206522975. doi:10.1126/science.1180660 .
225. ↑  PottsPotts 1995，第55–65頁; Hibbert 2000，第217頁; Packard 1998，第42–43頁.
226. ↑  Jones, Steve. . BBC. 1996.
227. ↑    - McKusick, Victor A. . Scientific American. 1965, 213 (2): 91. Bibcode:1965SciAm.213b..88M. PMID 14319025. doi:10.1038/scientificamerican0865-88.
  - Jones, Steve. . London: HarperCollins. 1993: 69. ISBN 0-00-255020-2.
  - Jones, Steve. . London: HarperCollins. 1993: 270. ISBN 0-00-255511-5.
  - Rushton, Alan R. . Victoria, British Columbia: Trafford. 2008: 31–32. ISBN 978-1-4251-6810-0.
228. ↑  . National Hemophilia Foundation. 2014-03-05  [2025-07-06]. （原始内容存档于2015-03-24）.
229. 1 2   Facsimile Reprint 1998. London: Stationery Office. 1900: 86. ISBN 0-11-702247-0.
230. ↑  Risk, James; Pownall, Henry; Stanley, David; Tamplin, John; Martin, Stanley.  2. Lingfield: Third Millennium Publishing/Victorian Publishing: 16–19. 2001.
231. ↑  . London Gazette. 1856-02-05.
232. ↑  . London Gazette. 1878-01-04.
233. ↑  Shaw, William Arthur. .  1. London: Sherratt and Hughes. 1906: xxxi.
234. ↑  . London Gazette. 1886-11-09.
235. ↑  , London Gazette, 1896-04-24
236. ↑  Wattel, Michel; Wattel, Béatrice. . Paris: Archives & Culture. 2009: 21, 460, 564. ISBN 978-2-35077-135-9 （法语）.
237. ↑  . Court and Social. The Times (29924) (London). 1880-07-03. col G, p. 11.
238. ↑   (PDF). Royal Thai Government Gazette. 1887-05-05  [2025-07-06]. （原始内容 (PDF)存档于2020-10-21） （泰语）.
239. ↑    - Acović, Dragomir. . Belgrade: Službeni Glasnik. 2012: 364 （塞尔维亚-克罗地亚语）.
  - . The Royal Family of Serbia. 2016-03-13  [2025-07-06]. （原始内容存档于2019-12-06）.
240. 1 2  Louda, Jiří; Maclagan, Michael. . London: Little, Brown. 1999: 32, 34. ISBN 978-1-85605-469-0.
241. ↑   Concise. London: J. Whitaker and Sons. 1993: 134–136. ISBN 0-85021-232-4.

#### 一手來源
- Benson, A. C.; Esher, Viscount (编). . London: John Murray. 1907.
- Bolitho, Hector (编). . London: Thornton Butterworth. 1938.
- Buckle, George Earle (编). . London: John Murray. 1926.
- Buckle, George Earle (编). . London: John Murray. 1930.
- Connell, Brian. . London: Evans Brothers. 1962.
- Duff, David (编). . London: Muller. 1968.
- Dyson, Hope; Tennyson, Charles (编). . London: Macmillan. 1969.
- Esher, Viscount (编). . London: John Murray. 1912.
- Fulford, Roger (编). . London: Evans Brothers. 1964.
- Fulford, Roger (编). . London: Evans Brothers. 1968.
- Fulford, Roger (编). . London: Evans Brothers. 1971.
- Fulford, Roger (编). . London: Evans Brothers. 1971.
- Fulford, Roger (编). . London: Evans Brothers. 1976.
- Hibbert, Christopher (编). . London: John Murray. 1984. ISBN 0-7195-4107-7.
- Hough, Richard (编). . London: Heinemann. 1975. ISBN 0-434-34861-9.
- Jagow, Kurt (编). . London: John Murray. 1938.
- Mortimer, Raymond (编). . New York: Farrar, Straus & Cudahy. 1961.
- Ponsonby, Frederick (编). . London: Macmillan. 1930.
- Ramm, Agatha (编). . Stroud: Sutton Publishing. 1990. ISBN 978-0-86299-880-6.
- Victoria, Queen. . London: Smith, Elder. 1868.
- Victoria, Queen. . London: Smith, Elder. 1884.

## 延伸閲讀
- Arnstein, Walter L. . New York: Palgrave Macmillan. 2003. ISBN 978-0-333-63806-4.
- Baird, Julia. . New York: Random House. 2016. ISBN 978-1-4000-6988-0.
- Cadbury, Deborah. . Bloomsbury. 2017.
- Carter, Sarah; Nugent, Maria Nugent (编). . Manchester University Press. 2016.
- Eyck, Frank. . Chatto. 1959.
- Gardiner, Juliet. . London: Collins and Brown. 1997. ISBN 978-1-85585-469-7.
- Homans, Margaret; Munich, Adrienne (编). . Cambridge University Press. 1997.
- Homans, Margaret. . 1997.
- Hough, Richard. . St. Martin's Press. 1996. ISBN 978-0-312-30385-3.
- James, Robert Rhodes. . Hamish Hamilton. 1983. ISBN 9780394407630.
- Kingsley Kent, Susan. . 2015.
- Lyden, Anne M. . Los Angeles: Getty Publications. 2014. ISBN 978-1-60606-155-8.
- Ridley, Jane. . Penguin. 2015.
- Taylor, Miles. . Journal of British Studies. 2020, 59 (1): 121–135. S2CID 213433777. doi:10.1017/jbr.2019.245.
- Weintraub, Stanley. . London: HarperCollins. 1987. ISBN 978-0-04-923084-2.
- Wilson, A. N. . London: Atlantic Books. 2014. ISBN 978-1-84887-956-0.

## 外部連結
- 英國王室官方網站中的頁面 （页面存档备份，存于）
- 皇家收藏官方網站中的頁面 （页面存档备份，存于）
- 英國國家肖像館中的维多利亚女王肖像
- 维多利亚女王的作品  - 古騰堡計劃
- 互联网档案馆中维多利亚女王的作品或与之相关的作品
- 來自维多利亚女王的LibriVox公共領域有聲讀物
- 有关维多利亚女王在德国经济学中央图书馆（ZBW）20世纪新闻档案中的剪报。

| 维多利亚女王 汉诺威王朝韋爾夫家族的分支出生于：1819年5月24日逝世於：1901年1月22日 | 维多利亚女王 汉诺威王朝韋爾夫家族的分支出生于：1819年5月24日逝世於：1901年1月22日 | 维多利亚女王 汉诺威王朝韋爾夫家族的分支出生于：1819年5月24日逝世於：1901年1月22日 |
| 統治者頭銜                                                                        | 統治者頭銜                                                                        | 統治者頭銜                                                                        |
| --------------------------------------------------------------------------------- | --------------------------------------------------------------------------------- | --------------------------------------------------------------------------------- |
| 前任者： 威廉四世                                                                 | 英國女王 1837年6月20日—1901年1月22日                                              | 繼任者： 爱德华七世                                                               |
| 空缺上一位持有相同頭銜者：巴哈杜爾·沙二世 為 蒙兀兒帝國皇帝                       | 印度女皇 1876年5月1日—1901年1月22日                                               | 繼任者： 爱德华七世                                                               |